# بي-52 ستراتوفورتريس
 بي-52 ستراتوفورتريس (بالإنجليزية: B-52 Stratofortress) هي قاذفة قنابل إستراتيجية بعيدة المدى ذات ثماني محركات. تستخدم هذه القاذفة في سلاح الجو الأمريكي منذ العام 1954، وقد حلت هذه القاذفة محل القاذفتين كونفير بي-36 وبي-47. بُنيت في فترة الحرب الباردة حيث كان الردع النووي مطلوباً، وتمتلك هذه القاذفة القدرة على حمل وإلقاء 32,000 كيلوغرام (70,000 رطل) من القنابل.
بدأت هذه الطائرة كعرض ناجح لعقد تمت الموافقة عليه سنة 1946، وتطور تصميمها من طائرة مستقيمة الجناح مزودة بست محركات مروحة عنفية إلى النسخة النهائية التي أطلق عليها اسم YB52 والمزودة بثمانية محركات نفاثة عنفية وأجنحة منحنية الزاوية. قامت هذه الطائرة برحلتها الأولى في أبريل سنة 1952، وحيث أن التصميم كان أساساً لنقل أسلحة نووية في مهمات ردع خلال الحرب الباردة، وبالرغم من أنَّ هذه الطائرات قد شاركت في العديد من الحروب، إلا أنها قامت خلال المعارك بإلقاء حمولات من القنابل التقليدية فقط.
دخلت هذه الطائرة الخدمة في القوات الجوية الأمريكية سنة 1955، وكانت هذه القاذفات تحت إمرة قيادة الطيران الإستراتيجية حتى إلغاء هذه القيادة سنة 1992 لتصبح منضوية تحت إمرة قيادة القتال الجوي، وفي سنة 2010 تم تحويل كل القاذفات من هذا النوع لتصبح تحت قيادة القصف الشامل في سلاح الجو الأمريكي. الأداء العالي لهذه الطائرات في السرعات تحت الصوتية وتكلفة صيانتها المعتدلة أدت لبقاء هذه الطائرة في الخدمة حتى بعد ظهور طائرات أخرى مثل قاذفة نورث أمريكان إكس بي-70 والتي تفوق سرعتها عن 3 ماخ، والقاذفة الإستراتيجية ذات الأجنحة المتحركة روكويل بي-1 لانسر وقاذفة نورثروب بي 2 سبيرت الشبحية التي لا يكتشفها الرادار. احتفلت هذه الطائرة بمرور 50 سنة على دخولها الخدمة سنة 2005، وبعد تحديث أسطول الطائرات الذي تم بين سنتي 2013 و2015 يتوقع بقاؤها في الخدمة إلى غاية أربعينيات القرن الحادي والعشرين.

## التصميم والتطوير

### بدايات الطائرة
في 23 نوفمبر 1945 أصدر قسم العتاد الجوي خصائص قاذفة إستراتيجية قادرة على القيام بمهامها دون الحاجة لقواعد متوسطة أو متقدمة تقع تحت سيطرة دول أخرى. من ضمن المواصفات التي تم الإعلان عنها أن يكون للطائرة طاقم مدفع رشاش متحرك مكون من 5 أشخاص، وطاقم طيران إضافي مكون من ست أفراد. كما نصت المواصفات أن تكون الطائرة قادرة على التحليق بسرعة 480 كلم/ساعة (240 عقدة، 300 ميل/ساعة) على ارتفاع قدره 34,000 قدم (10,400 مترا) ومدى قتالي يبلغ 8,000 كيلومترا (5,000 ميل، 4,300 ميل بحري). كما نصت المواصفات أن تسلح الطائرة بعدد لم يتم تحديده من مدافع 20 ملم وان تكون قادرة على حمل 4,500 كلغ (10,000 رطل) من القنابل. أصدرت القوات الجوية دعوة لمناقصة إنتاج طائرة بهذه المواصفات، وقامت كل من بوينغ، كونسوليداتيد إيركرافتس، وشركة جلين إل مارتن بتقديم عروض لهذه المناقصة.

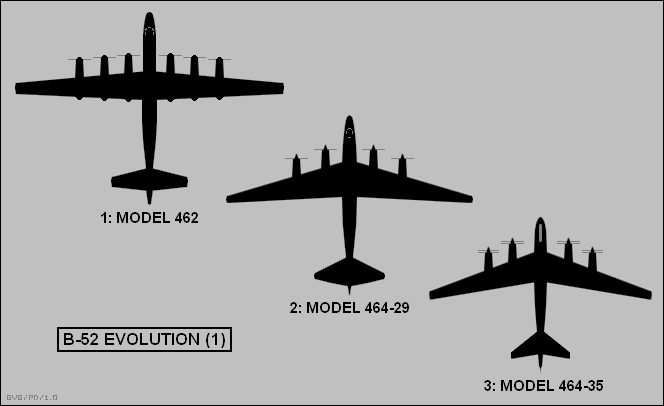
المراحل الأولى من تصميم بي-52 بين 1946 و1948.

تم الإعلان عن فوز بوينغ في المناقصة يوم 5 يونيو 1946 وذلك لتقديمها موديل 462 الذي كان مصمما بجناح مستقيم وست محركات ذات مروحة عنفية من نوع «رايت تي35» (Write T35). بلغ وزن الطائرة الإجمالي 160,000 كيلوغراما (360,000 رطل) وكانت بمدى قتالي يبلغ 5,010 كيلومترات (3,110 ميل، 2,700 ميل بحري). تم توقيع عقد مع بوينغ بقيمة 1.7 مليون دولار لبناء طائرة كاملة باسم «إكس بي52» (XB52) وبدء الدراسات الهندسية والتجريبية في 28 يونيو 1946. وبحلول شهر أكتوبر، بدأت القوات الجوية بإظهار قلقها من حجم الطائرة وإمكانية فشلها في تحقيق المتطلبات التي ستصنع من أجلها. قامت بوينغ بالرد على هذه المخاوف بإنتاج موديل 464 والذي كان اصغر حجما بأربع محركات ووزن اجمالي بلغ 105,000 كيلوغراما (230,000 رطل)، الأمر الذي قبل من القوات الجوية بشكل مؤقت.
في نوفمبر 1946 أبدى نائب رئيس القوات الجوية للبحوث والتطوير الجنرال كورتيس لوماي رغبته في أن تكون سرعة تحليق الطائرة 645 كلم/ساعة (400 ميل/ساعة، 345 عقدة) وكان رد بوينغ بطائرة يصل وزنها 140,000 كغم (300,000 رطل). في ديسمبر تم تغيير المواصفات وإبلاغ بوينغ بتغيير الطائرة إلى طائرة من 4 محركات بسرعة قصوى تصل إلى 645 كلم/ساعة (400 ميل/ساعة، 345 عقدة) ومدى يصل إلى 19,000 كيلومترا (12,000 ميل، 10,000 ميل بحري) والقدرة على حمل أسلحة نووية. في المجمل، فإن الطائرة قد تزن حتى 220,000 كيلوغراما (480,000 رطل). قامت بوينغ بالرد على هذا الطلب عبر موديلين يعملان بمحركات T35. الأول هو موديل 464-16 للأسلحة النووية فقط قادر على حمل 4,500 كيلوغراما من الأسلحة (10,000 رطل) والأخر هو موديل 464-17 متعدد الأغراض قادر على حمل 4,000 كيلوغراما من الأسلحة (9,000 رطل). نظراً لعلو تكاليف الحصول على طرازين مختلفين لهما هدفان منفصلان، قررت القوات الجوية شراء موديل 464-17 متعدد الأغراض شريطة أن يمكن تحويله عند الحاجة ليصبح قادرا على حمل سلاح نووي.
في يونيو من سنة 1947 حدثت المتطلبات مرة أخرى وتمكن موديل 464-17 من مطابقتها كلها ما خلا المدى. كما بدى جليا للقوات الجوية أن مشروع XB52 بأسره لن يقدم أي جديد أو تطور من طائرة كونفير بي-36. لذا تم تجميد المشروع لمدة ستة أشهر. خلال هذه المدة، قامت بوينغ بدراسات متعددة لتحسين أداء التصميم وتطويره مما أدى لتقديم الموديل 464-29 بسرعة قصوى تبلغ 730 كلم/ساعة (455 ميل/ساعة، 395 عقدة) ومدى يبلغ 5,000 ميل. تم تحديث المواصفات بعد اجتماع عقد في سبتمبر 1943 وأصدرت بشكل نهائي يوم 8 ديسمبر 1947 ودعت لطائرة بسرعة قصوى تبلغ 800 كلم/ساعة (500 ميل/ساعة، 440 عقدة) ومدى يبلغ 13,000 كلم (8,000 ميل، 7,000 ميل بحري) الأمر الذي فاق قدرات التصميم 464-29 بكثير.
تم إلغاء التعاقد مع شركة بوينغ يوم 11 ديسمبر 1947، إلا أن هذا الإلغاء تم التراجع عنه بعد أن قام رئيس الشركة ويليام ماكفيرسون آلان بجهود حثيثة لإقناع رئيس القوة الجوية ستيوارت سايمينغتون. قام آلان بتوضيح أن التصميم قادر على التأقلم مع التقنيات الحديثة والمتطلبات الصعبة والمتغيرة. تم الطلب من بوينغ بشكل مباشر في يناير 1948 بأن تقوم بدراسة العديد من التقنيات الحديثة آنئذ مثل إعادة التزود بالوقود جوا وتقنيات الجناح الطائر. نظرا لمعرفة بوينغ بالمشاكل التقنية التي واجهتها نورثروب مع طائرتي YB35 وواي بي-49 القاذفتين أصرت بوينغ على طائرة تقليدية، وقدمت مقترحا بقيمة 30 مليون دولار (290 مليون دولار في يومنا هذا) لتصميم، بناء، وتجربة طائرتين من طراز 464-35. شابه هذا التصميم تصميم طائرة توبوليف تو-95، ومن بعد تطويرات على التصميم سنة 1948 أصبحت الطائرة بسرعة 825 كلم/ساعة (513 ميل/ساعة،445 عقدة) وقادرة على التحليق بارتفاع 35,000 قدم (10,700 مترا) ومدى يبلغ 11,125 كيلومترا (6,909 ميل، 6,005 ميل بحري) ووزن إجمالي يبلغ 125,000 كيلوغراما (280,000 رطل) متضمنا 4,500 كيلوغراما من القنابل و75,225 لترا من الوقود.

### جهود التصميم

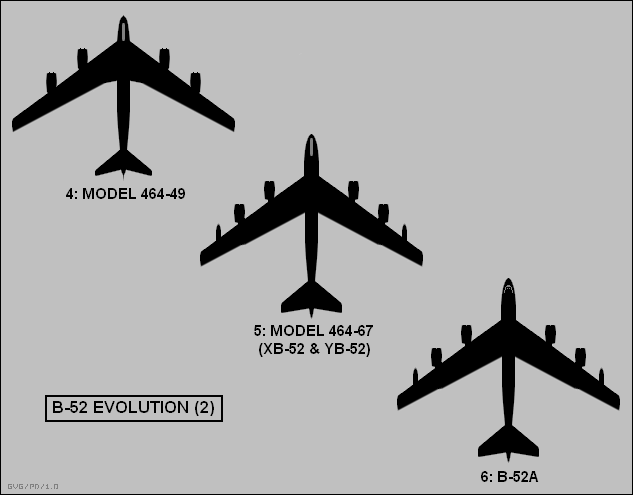
المراحل النهائية من تصميم بي-52 بين 1948 و1952

تم الطلب رسميا من بوينغ في مايو 1948 تصميم الطائرة بمحركات نفاثة بعد أن أثبتت هذه المحركات فعاليتها. أدى هذا الأمر لأن تعيد بوينغ التصميم بموديل جديد في يوليو 1948، 464-40 بمحركات ويستنغهاوس.J40 كان رد الفعل من قبل مدير المشروع في القوة الجوية جيداً خاصة وأن هذا التصميم وافق ما كان يريده. رغم كل هذا فإن القوات الجوية الأمريكية كانت لا تزال تظن أن استهلاك الوقود في المحركات النفاثة عال جدا، لذا فقد طلبت إدارة العتاد تصميم الطائرة بمحركات تيربوبروب. ولعلم هذه الإدارة بأن المحركات النفاثة هي مستقبل الطيران، فقد تم تشجيع بوينغ على المضي قُدماً في البحوث دون التعليق على إمكانية تجهيز الطائرة بمحرك نفاث.
في يوم الخميس 21 أكتوبر 1948 قام مهندسوا بوينغ بتقديم تصميم رباعي المحركات لرئيس قسم تصاميم القاذفات الكولونيل «بيت وأردن». لم يرق التصميم الجديد للكولونيل فقام بطلب تصميم جديد بمحرك نفاث. قضى المهندسون ليلتهم يعملون بجهد لتعديل التصميم وقدمت التعديلات في اليوم التالي، إلا أن الكولونيل طلب تعديلات وتحسينات أخرى على التصميم. بعد جهد كبير تم تعديل التصميم ليصبح طائرة جديدة كليا. تم عمل هذا التصميم بناء على تصميم القاذفة بوينغ بي-47 ستراتوجت بجناح ذي زاوية انحناء تبلغ 35 درجة وثمان محركات نفاثة مركبة بشكل زوجي في أربع حاويات تحت الجناح. استمر عمل الفريق طيلة نهاية الأسبوع وتم تقديم عطاء من 33 صفحة مع رسومات توضيحية يوم الإثنين علاوة على مجسم بحجم 14 بوصة. تفوقت هذه الطائرة على كافة المتطلبات التي تقدمت بها القوات الجوية الأمريكية.
ورغم أن النتيجة النهائية للفحص الذي قامت به القوات الجوية في أبريل 1949 كانت إيجابية، إلا أن تساؤلات حول المدى كانت لاتزال جارية حيث أن محركات J40 وJ57s النفاثة كانت مستهلكا شرها للوقود. بعد جملة من التعديلات تم توقيع عقد إنتاج لعدد 13 طائرة «بي-52إيه»(B52A) و17 ملحقاً يوم 14 فبراير 1951.

### بدايات الإنتاج

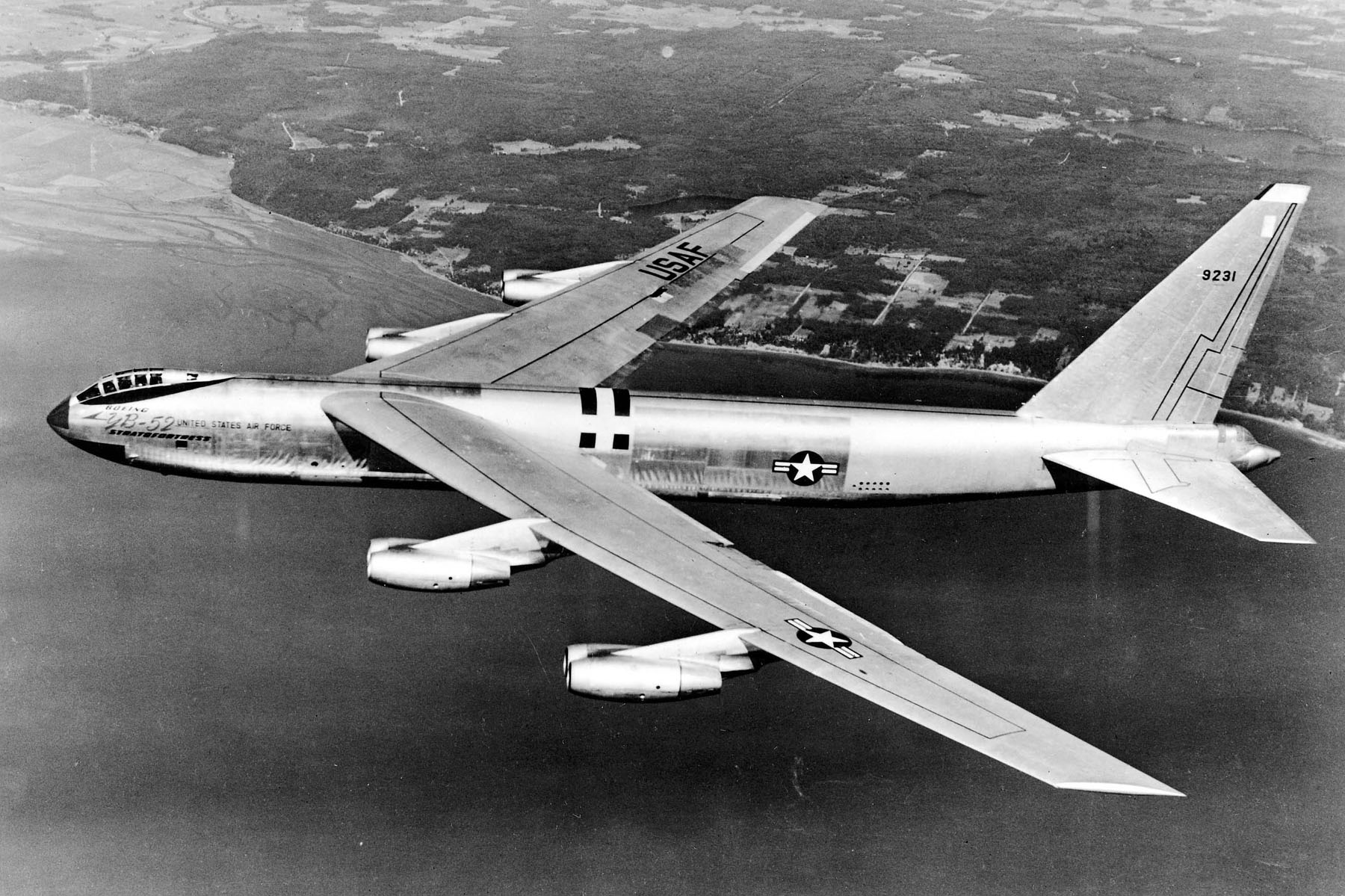
YB-52

قامت الطائرة بأول رحلة يوم 15 أبريل 1952 بقيادة تيكس جونسون. أثناء التجارب الأرضية يوم 29 نوفمبر 1951 حدث خلل في نظام ضغط الهواء أدى إلى انفجار تسبب في تصليحات مهمة. بعد 670 يوما من التجارب في النفق الهوائي و130 يوما من التجارب الإيروديناميكية قامت الطائرة برحلتها الأولى بشكل سلس شجع القوات الجوية على طلب 282 نسخة من الطائرة.
وصف الجنرال ناثان توينيج الطائرة بقوله: البندقية كانت أفضل سلاح وقت اختراعها. طائرة بي-52 هي بندقية عصر الطيران.“

### الإنتاج والتحديثات
تم بناء 3 طائرات من طراز بي-52إيه وأعيدت هذه الطائرات لبوينغ كي تقوم بالاختبارات والتجارب عليها. تم تحديث العقد في 9 يونيو 1951 لتغيير المواصفات. أول الطائرات دخولا للخدمة كانت من طراز بي-52بي ودخلت هذه الطائرات العشر الخدمة يوم 18 مارس 1954.
تلت هذه الطائرات العديد من الإصدارات المتخصصة كقاذفات وطائرات استطلاع كانت آخرها بي-52جي وبي-52إتش. ولتسريع عملية التسليم بنيت هذه الطائرات في مدينتي سياتل وويتشيكا. اشتركت أكثر من 5000 شركة في الإنتاج وشكلت نسبة عمل هذه الشركات 41% من بدن الطائرة.
انتهى إنتاج الطائرة في سنة 1962 بعد إكمال 744 نسخة من كافة الطرازات.

## خصائص الطائرة

### موجز

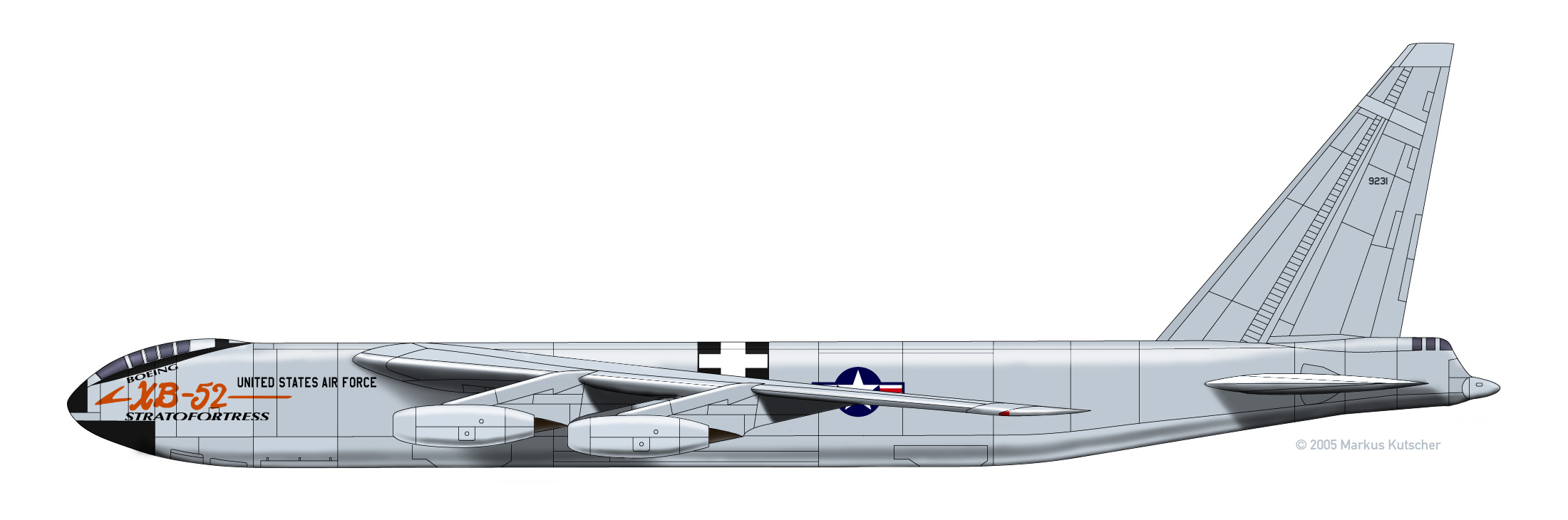
رسم للطائرة من طراز إكس بي-52

تشترك القاذفة بي-52 في العديد من الخصائص مع القاذفة B47، حيث أن للطائرتين نفس نمط التصميم. كما اشتركت الطائرتان في العديد من الخصائص المتعلقة بالكابينة بما في ذلك نظام خروج الطوارئ. عانت الطائرة من مشاكل في البدن لدى طيرانها على علو منخفض الأمر الذي أدى إلى إصلاحات مكلفة لعلاج هذه المشاكل وإطالة عمر الطائرة.
في سنة 2006 كانت بي-52 أول الطائرات الحربية الأمريكية التي استخدمت وقودا بديلا عوض الوقود الاحفوري للطيران.

### نظم الملاحة

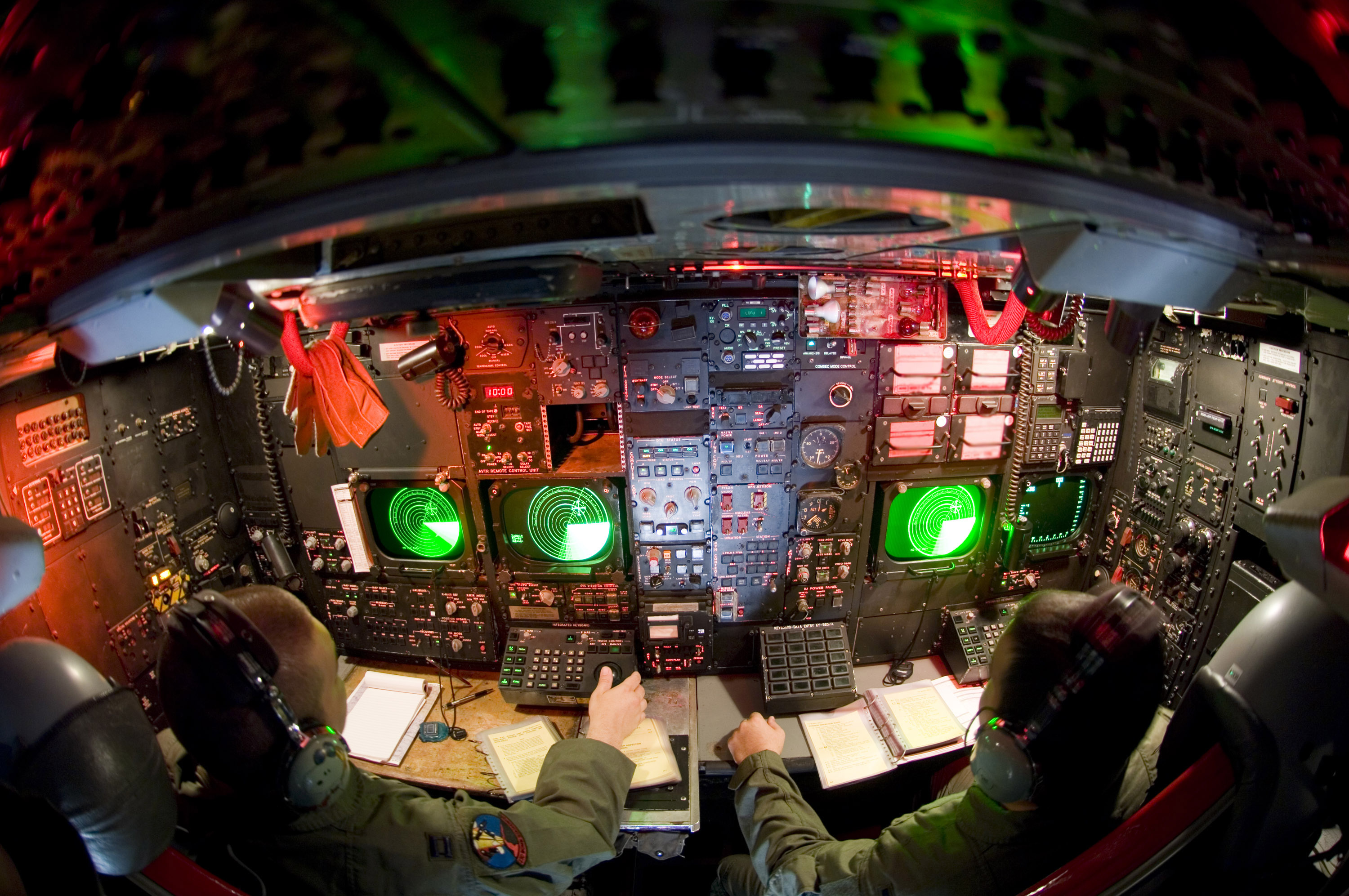
القمرة السفلية للطائرة المخصصة للتحكم بالأسلحة

واجهت الطائرة العديد من المشاكل في نظام الملاحة. عدلت هذه المشاكل سنة 1964 بعد تطوير حاسوب القاذفة من طراز AN/ASQ-38. أضيف حاسوب لتحديد الأعطال في أغلب الطائرات بحلول 1965، وتم تطوير الامكانيات الالكترونية للطائرة سنة 1971 و1973.
و لتحسين أداء الطائرة فقد زودت بنظام AN/ASQ-151 للمشاهدة المحسنة الكترونيا الذي يتكون من كاميرات بالأشعة تحت الحمراء بين سنتي 1972 و1976. تمت إضافة نظام الملاحة عبر الأقمار الصناعية في ثمانينيات القرن العشرين. وتم تحديث حاسب الطائرة الآلي لجهاز IBM AP-101 الذي استخدم في طائرة B1 لانسر ومكوك الفضاء.
تم تركيب جهاز LITENING للتصويب سنة 2007 مما حسن قدرات التصويب في الطائرة في كافة الأحوال الجوية للعديد من الأسلحة وذلك لاستخدام هذا الجهاز اشعة الليزر وعدسة أشعة تحت حمراء فائقة الوضوح علاوة على كاميرا دقيقة لتصوير الهدف. ركب هذا الجهاز أيضا على طائرات مختلفة مثل إف/إيه-18 هورنت، إف-16، وطائرة إيه في-8 بي هارير الثانية.

### التسليح

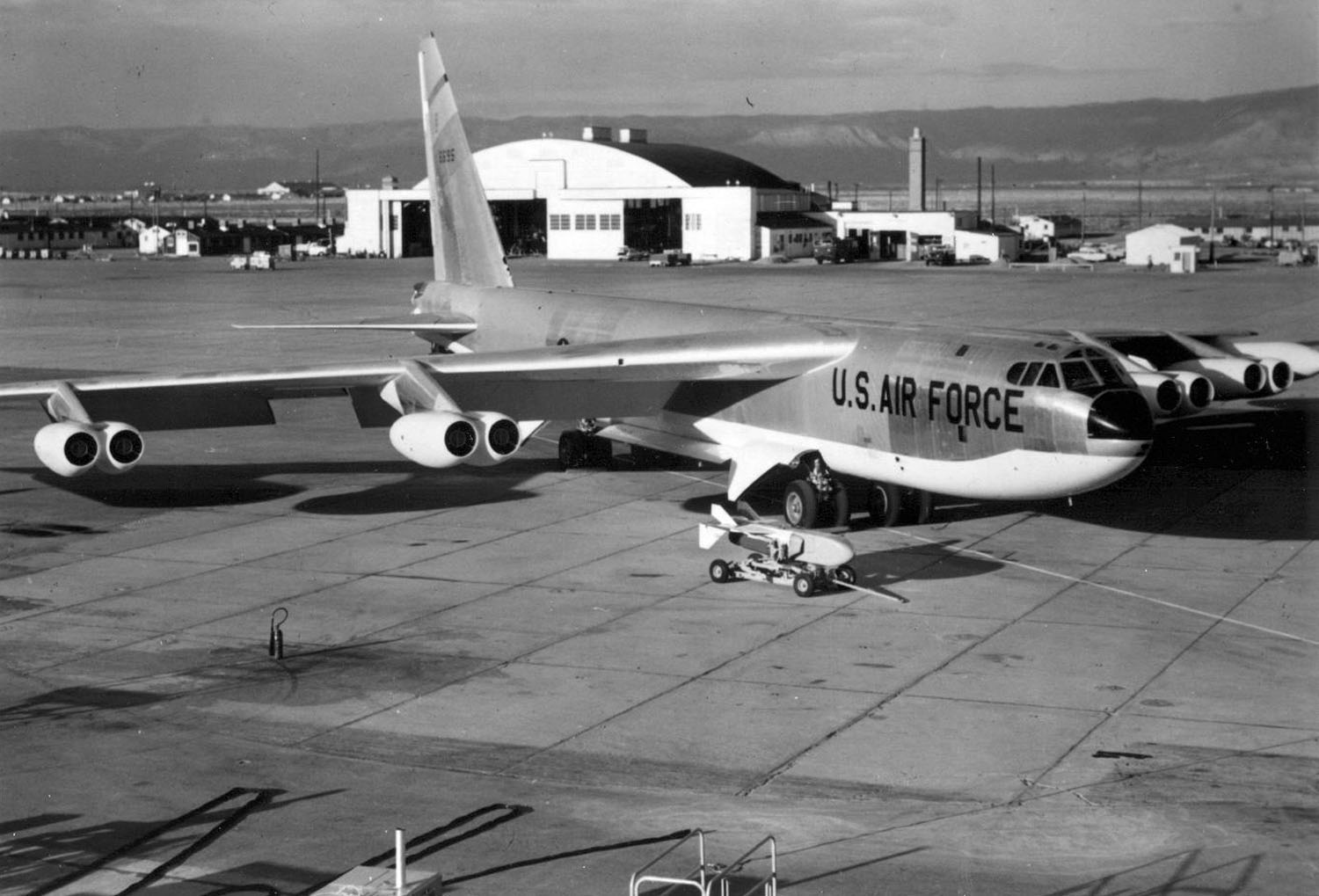
طائرة بي-52 بطلاء عاكس للإشعاع

أضيفت امكانية حمل حتى 20 صاروخ نووي من نوع إيه جي إم-69 قصيرة المدى لطرازي جي وإتش من الطائرة ابتداءً من 1971. ولتحسين قدرات الطائرة الهجومية أضيفت لها قابلية اطلاق صواريخ كروز. بعد تجربة صواريخ إيه جي إم-86 التي اقترحتها القوات الجوية وصواريخ بي جي إم-109 توماهوك التي اقترحتها القوات البحرية الأمريكية. تم اختيار صواريخ إيه جي إم-86بي لتسليح هذه الطائرة (وتسليح طائرة B1 لانسر). تم تعديل 194 طائرة لتحمل هذه الصواريخ بعدد 12 صاروخاً تحت الجناح، كما عدلت 82 طائرة من الطراز «إتش» تعديلا إضافيا يسمح بحمل 12 صاروخاً في قاذفة متحركة داخلية. ولتتطابق هذه الطائرات مع معاهدة SALT II تم تعليم الطائرات من طراز «جي» بجذر جناح مميز، بينما لم يتم تعليم أي طائرة من طراز «إتش» لأنها كلها كانت مجهزة بهذه القدرات. طور صاروخ كروز إيه جي إم-129 إيه سي إم المزود بتقنية التخفي من الرادار سنة 1990، ورغم أن هذا الصاروخ صمم ليحل مكان «إيه جي إم-86»، الا ان الكلفة العالية ونهاية الحرب الباردة أدتا لايقاف إنتاجه بعد 450 صاروخ. وبخلاف «إيه جي إم-86» لم تصمم أيه صواريخ برؤوس تقليدية منه. من ضمن التحديثات التي تم التخطيط لها تزويد الطائرة بقابلية اطلاق صاروخ إيه جي إم-137 ولكن الصاروخ الغي نظرا للتكلفة العالية.
باقي الطائرات التي لم يتم تحويلها لمنصات صواريخ كروز خضعت للعديد من التعديلات التي سمحت بتطوير قدراتها الهجومية من مثل نظم التحكم بتخزين العتاد ومنصات إطلاق تحت الأجنحة لحمل الذخائر الكبيرة. تم تحديث 30 طائرة لتصبح قادرة على حمل 12 صاروخاً من طراز إيه جي إم هاربون المضادة للسفن، وحدثت 12 طائرة لتحمل صواريخ جو-أرض من طراز AGM-142 Have Nap عندما أحيلت طائرات الطراز G للتقاعد سنة 1994، تم تحديث 8 طائرات لتصبح قادرة على حمل صواريخ إيه جي إم هاربون وإيه جي إم-142 هاف ناب بواقع أربعة لكل طراز.

### المحركات

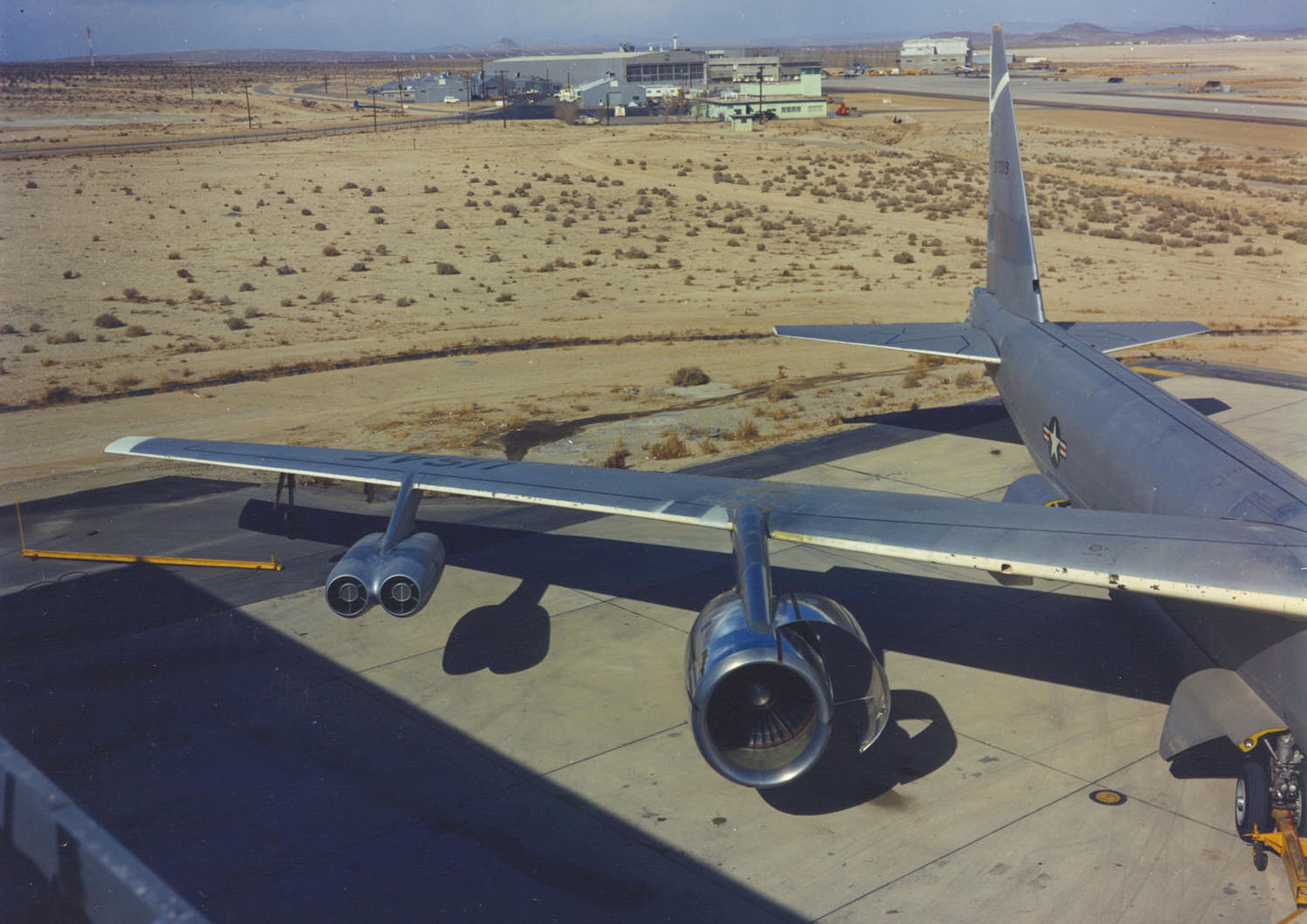
طائرة تم تجربة محرك تي إف 39 عليها

أجرت بوينغ دراسة في منتصف سبعينيات القرن العشرين حول إمكانية تغيير المحركات، تغيير الجناح، وتغييرات أخرى للطرازين G وH كي تصبح هذه الطائرة بديلا للطائرة B1A التي كانت قيد التطوير. قدمت بوينغ اقتراحا آخر يقضي بتغيير محركات أسطول الطراز H لمحركات من نوع رولز رويس أر بي 211-535إي-4. كان المحور الرئيسي تغيير المحركات الثمان من نوع برات آند ويتني تي إف33 بقوة دفع إجمالية 8 × 17,000 رطل إلى أربع محركات بقوة دفع إجمالية 4 × 37,400 رطل الأمر الذي سيرفع من مدى الطائرة ويقلل استهلاك الوقود بقيمة إجمالية تبلغ 2.56 مليار دولار (71 طائرة بقيمة 36 مليون دولار للطائرة). قرر مكتب المحاسبة الحكومي أن المشروع لن يوفر 4.7 مليار دولار كما تدعي بوينغ، بل سيكلف الخزينة 1.3 مليار دولار أكثر مما لو بقيت هذه الطائرات على وضعها. تمت مراجعة هذا التقرير سنة 2003، وتم الطلب بإلحاح من القوات الجوية أن تعيد النظر في إعادة النظر في محركات الطائرة.
لم تتم الموافقة على إعادة النظر بحلول سنة 2010.

### التكلفة
ملاحظة: الأسعار بالدولار الأمريكي سنة 1955 وغير معدلة للتضخم.
| الطراز                       | Y/XB-52   | B-52A        | B-52B        | B-52C       | B-52D       | B-52E       | B-52F       | B-52G       | B-52H       |
| ---------------------------- | --------- | ------------ | ------------ | ----------- | ----------- | ----------- | ----------- | ----------- | ----------- |
| البحوث والتطوير              | 100 مليون |              |              |             |             |             |             |             |             |
| جسم الطائرة                  |           | 26.433 مليون | 11.328 مليون | 5.359 مليون | 4.654 مليون | 3.700 مليون | 3.772 مليون | 5.352 مليون | 6.076 مليون |
| المحركات                     |           | 2.848 مليون  | 2.547 مليون  | 1.513 مليون | 1.291 مليون | 1.257 مليون | 1.787 مليون | 1.428 مليون | 1.640 مليون |
| الأنظمة الإليكترونية         |           | 50,761       | 61,198       | 71,397      | 68,613      | 54,933      | 60,111      | 66,374      | 61,020      |
| التسليح والعتاد              |           | 57,067       | 494 ألف      | 304 ألف     | 566 ألف     | 936 ألف     | 866 ألف     | 847 ألف     | 1.508 مليون |
| قيمة الطائرة جاهزة للطيران   |           | 28.38 مليون  | 14.43 مليون  | 7.24 مليون  | 6.58 مليون  | 5.94 مليون  | 6.48 مليون  | 7.69 مليون  | 9.29 مليون  |
| تكلفة الصيانة لكل ساعة طيران |           |              |              |             |             | 925         | 1,025       | 1,025       | 1,182       |

## تاريخ الخدمة

### الدخول في الخدمة
على الرغم من أن «بي-52 إيه» كان أول طراز يدخل الخدمة، استخدمت هذه الطائرة الوحيدة في الاختبارات التي قامت بها بوينغ. كان طراز «بي-52 بي» هو أول من دخل الخدمة الفعلية، والذي تم تطويره جنبا إلى جنب مع طراز «بي-52 إيه». وكانت الطائرة ذات رقم التسجيل (8711-52) هي أول طائرة تدخل الخدمة بعد أن أنضمت إلى جناح القاذفات الثقيلة رقم (93) في قاعدة كاسل الجوية - كاليفورنيا، وذلك في يوم 29 يونيو 1955. وكان هذا الجناح قد دخل الخدمة يوم 12 مارس 1956 بعد اكتمال تجهيزه. واستغرق تدريب الطاقم 5 أسابيع من الدراسة وما بين 35 و50 ساعة طيران. استبدلت طائرات «بي-36» بطائرات «بي-52» طائرة بطائرة.
كانت بدايات الطائرة في الخدمة مفعمة بالمشاكل، فعلاوة على مشاكل التموين والإمداد، كانت هناك العديد من المشاكل التقنية. كما أن المدارج والمسالك تضررت بفعل وزن الطائرة، وواجهت أنظمة الوقود عدة مشاكل تتعلق بتسرب الوقود والتجمد. كما أن الطائرة بتصميم قمرتها المكون من طابقين سببت مشكلة فريدة بالنسمة لنظام التحكم بالحرارة حيث أن جعل حرارة قمرة القيادة مناسبا جعل حرارة قمرة التحكم قريبة من التجمد، وتعديل حرارة قمرة التحكم لتصبح مناسبة للعاملين بها سبب ارتفاع حرارة قمرة القيادة بشكل كبير. كما ان محركات J57 لم تكن بالكفاءة المتوقعة، حيث سبب خلل في نظام التحكم بالكهرباء بأول حادثة مميتة في فبراير سنة 1956. نتيجة لهذا الحادث فقد تم منع الأسطول من الطيران لفترة وجيزة. تم اكتشاف مشاكل في نظام الوقود والهيدروليك فمنع الأسطول من الطيران مرة أخرى. نتيجة لكل هذه المشاكل شكلت القوات الجوية فريقا من خمسين عاملا تواجدوا في كل قاعدة بها طائرات B-52 لاصلاح الأعطال، واستغرقت صيانة كل طائرة أسبوعا كاملا في المعدل.

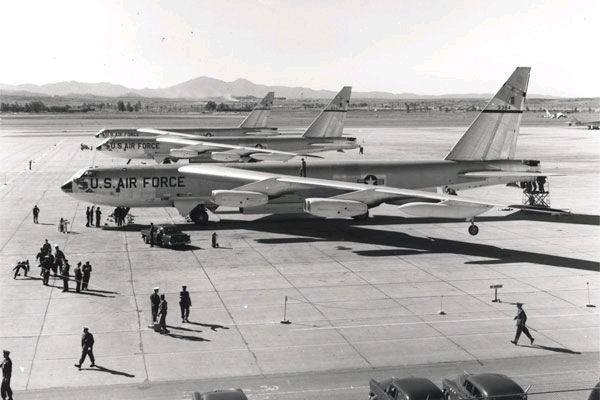
3 طائرات بي-52 سنة 1957

قامت الطائرة 0013-52 يوم 21 مايو 1956 بإلقاء قنبلة Mk-15 النووية على مجموعة جزر بيكيني في تجربة نووية سميت بتجربة شيروكي. كانت هذه أول تجربة إلقاء قنبلة نووية حرارية. بين يومي 24 و25 نوفمبر 1956 قامت طائرتان تنتميان للسرب ال 93 وأربع طائرات تنتميان للسرب 42 بالطيران دون توقف حول محيط القارة الأمريكية الشمالية مغطين 25,000 كيلومترا (15,530 ميل، 13,500 ميل بحري) خلال 31 ساعة و30 دقيقة. علقت قيادة الطيران الإستراتيجي أن مدة الطيران هذه كان من الممكن تقليصها بحوالي 5 إلى 6 ساعات إذا استخدمت طائرات تزويد بالوقود بمحركات نفاثة. وفي عرض لقدرة الطائرة على الوصول لأي مكان في العالم، قامت 3 طائرات بالطيران دون توقف حول العالم مغطين 39,165 كيلومترا (24,325 ميلا، 21,145 ميلا بحريا) في 45 ساعة و19 دقيقة.
في غضون السنوات القليلة التالية، حققت هذه الطائرة العديد من الأرقام القياسية. مثل رقم سرعة قياسي هو 902 كلم/ساعة لمسافة 10,000 كيلومترا يوم 26 سبتمبر 1958. في نفس اليوم حققت طائرة أخرى رقما قياسياً هو 962 كلم/ساعة لمسافة 5,000 كيلومتراً. حققت الطائرة رقما قياسياً للطيران دون التزود بالوقود يوم 14 ديسمبر 1960 بطيرانها لمسافة 16,227 كيلومتراً. استمرت هذه الرحلة لمدة 19 ساعة و44 دقيقة. بين 10 و11 يناير 1962 حققت الطائرة رقما جديداً للطيران دون التزود بالوقود بطيرانها من قاعدة كادينا في جزيرة أوكيناوا اليابانية لقاعدة توريون في إسبانيا قاطعة مسافة 20,177 كيلومترا مرت خلالها في أجواء سياتل، فورت وورث، وجزر الآزور.

### الحرب الباردة

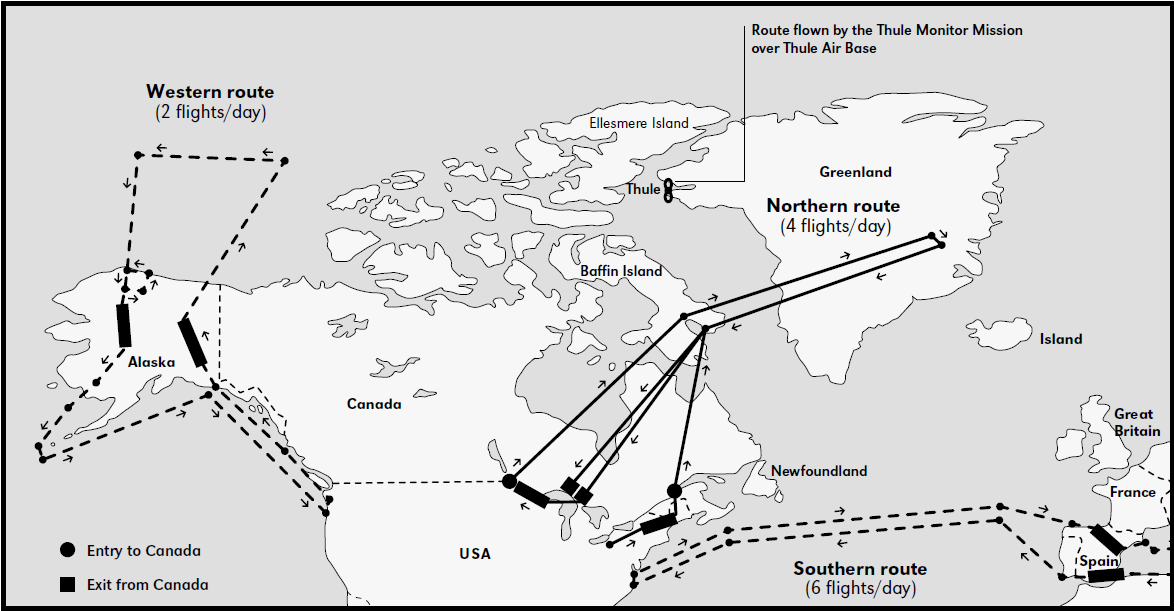
طلعات (قبة الكروم) التي قامت بها طائرات B-52

عند دخول طائرة B-52 الخدمة استخدمت من قبل القيادة الجوية الاستراتيجية كعامل ردع ورد فعل على الجيش السوفييتي الكبير والحديث. وحيث أن الاتحاد السوفييتي طور من قدراته النووية بشكل كبير، فإن الردع عبر امتلاك قدرات هجومية نووية كالقاذفات والصواريخ كان ذا أهمية إستراتيجية قصوى. قامت إدارة الرئيس آيزنهاور سنة 1954 بدعم هذا التحول في الاستراتيجية الذي ركز على الأهداف العسكرية عوضا عن الأهداف المدنية في حال نشوب حرب نووية.
قامت طائرة B-52 مع القاذفات الاستراتيجية الأمريكية الأخرى بطلعات جوية على علو شاهق بالقرب من حدود الاتحاد السوفيتي للقيام بهجمات استباقية أو هجمات دفاعية في حالة نشوب حرب نووية. كانت هذه الطلعات جزءاً من الردع النووي الأمريكي الذي كان يهدف لمنع نشوب حرب نووية بين أمريكا والاتحاد السوفيتي طبقا لمبدأ الدمار الشامل.
بعد تطور صواريخ أرض-جو في نهاية خمسينيات القرن العشرين وتهديدها للطائرات على علو شاهق كما حدث في حادثة إسقاط طائرة U-2 سنة 1960، تغير الهدف الرئيسي من استخدام طائرة B-52 لتصبح قاذفة اختراق على علو منخفض في حال نشوب حرب مع الاتحاد السوفيتي حيث أن التضاريس شكلت حاجبا ممتازا للرادارات وصواريخ أرض جو. ورغم أن التصميم الأساسي لم يهدف لهذا الغرض الا ان قدرات الطائرة سمحت لها بأن تبقى في الخدمة حتى بعد أن تغيرت انماط الحرب الجوية. كما أن حجم الطائرة أتاح إضافة عتاد ومعدات جديدة وتحديثات لأجهزة الطائرة.

### حرب فيتنام

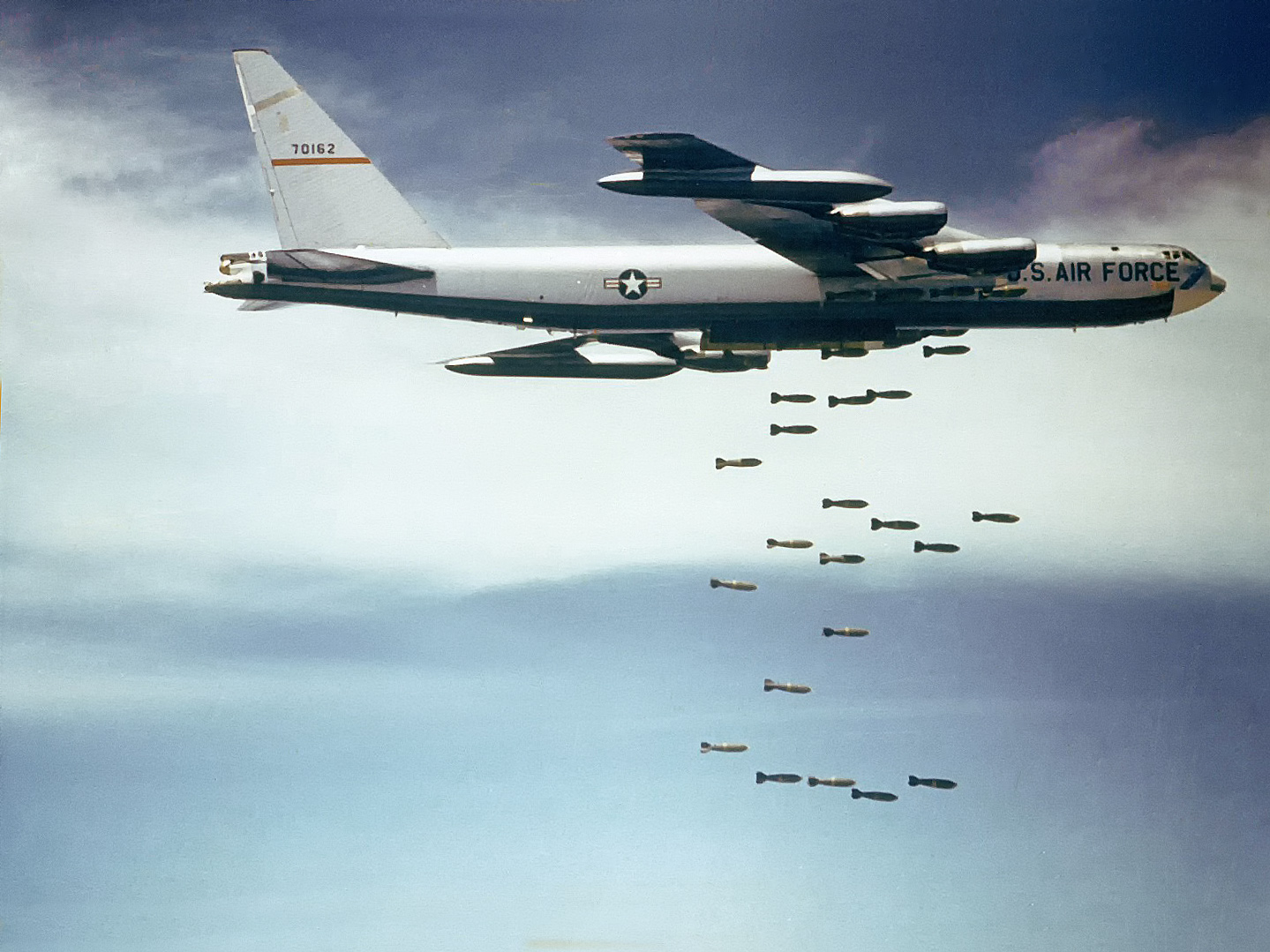
قاذفة بي-52 تلقى قنابلها

مع تطور الأحداث في جنوب شرق آسيا، تم تجهيز 28 طائرة بي-52إف بحاملات خارجية لتحمل 24 قنبلة زنة 340 كيلوغرام (750 رطل) في مشروع أطلق عليه اسم «الخليج الجنوبي» سنة 1964؛ كما تم تجهيز 46 طائرة أخرى بنفس العتاد في مشروع لاحق أطلق عليه اسم «حمام الشمس». بدأت القوات الجوية الأمريكية بعملياتها العسكرية في مارس 1965، وكانت أولى طلعات الطائرة القتالية يوم 18 يونيو 1965 عندما انطلقت 30 قاذفة من السرب 9 والسرب 441 بقصف المواقع الشيوعية قرب منطقة «بين كات» في جنوب فيتنام. وصلت الطلعة الأولى من الطائرات لنقطة اللقاء مبكرة لذا فإنها قامت بمناورات للبقاء في نقطة اللقاء أدت لإصطدام طائرتين من السرب ووفاة ثمانية من طاقميهما. أكملت باقي الطائرات ما عدا واحدة عادت نظرا لمشاكل تقنية التحليق نحو الهدف. قامت 27 قاذفة بإلقاء القنابل على هدف بطول ميل وعرض ميلين من ارتفاع يتراوح بين 19,000 و22,000 قدم، وسقط 50% من القنابل ضمن هذه المنطقة. عادت 26 من هذه القاذفات لقاعدة أندرسن بينما عادت الأخرى لقاعدة كلارك بسبب مشاكل في نظام الكهرباء. استمرت هذه المهمة 13 ساعة، وبعد أن قامت سرية من الجيش الفيتنامي مصحوبة بخبراء أمريكيين بإستطلاع المنطقة اكتشف ان قوات الفييتكونغ قامت بإخلاء المنطقة قبل الطلعة، وحامت الشكوك حول اختراق الفييتكونغ للجيش الفيتنامي ومعرفتهم بوقتها.
بحلول أواخر 1965 تم تعديل الطائرات من طراز D لزيادة حمولة القنابل، ورغم أن الحمولة الخارجية للطائرة بقيت كما هي، فقد تمت زيادة الحمولة الداخلية من 27 إلى 84 قنبلة زنة 500 رطل أو من 27 إلى 42 قنبلة من سعة 750 رطل. أدت هذه التعديلات للسماح بحمل 27,215 كيلوغراما (60,000 رطل) أو 108 قنابل. بدأت هذه الطائرات التحليق من قاعدة أندرسن في جزيرة غوام حيث استمرت الطلعة ما بين 10 و12 ساعة عبر إعادة تزويد الطائرة بالوقود. وبدأت هذه الطائرات بالإقلاع من قاعدة يو تاباو بتايلاند في ربيع سنة 1967 مما أعطاها ميزة عدم الحاجة للتزود بالوقود جواً.

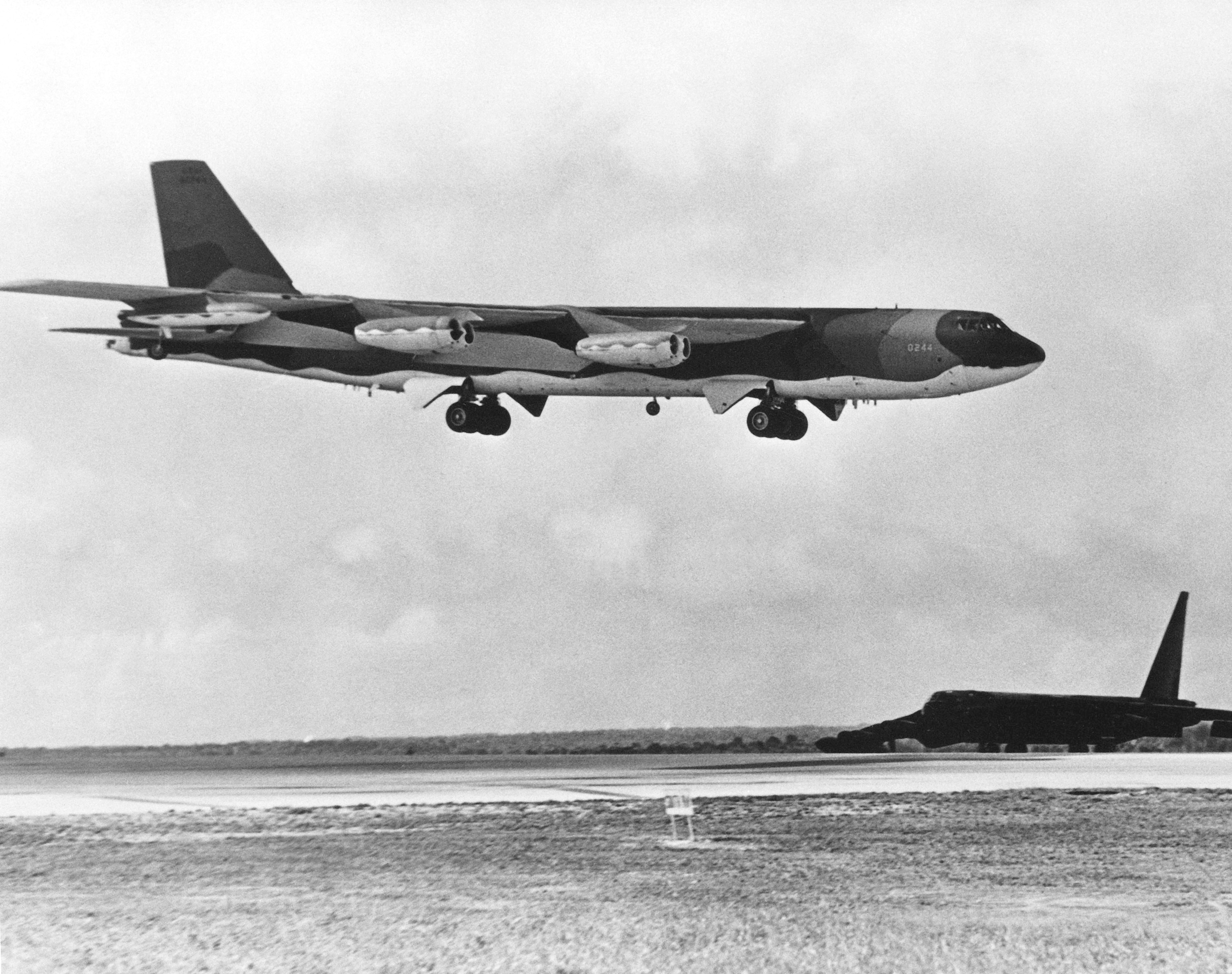
طائرة بي-52 أثناء هبوطها في قاعدة أندرسن بتاريخ 15 ديسمبر 1972

في 22 نوفمبر 1972 أصيبت طائرة من طراز بي-52دي حيث أقلعت من قاعدة يو تاباو بتايلاند بصاروخ أرض جو أثناء طلعة فوق منطقة فينه. قام طاقم الطائرة بإخلائها فوق تايلاند نظرا للأضرار التي أصيبت بها. كان هذا أول حادث تسقط به طائرة نتيجة للإصابة بنيران معادية في فيتنام. وقد خسرت القوات الجوية الأمريكية 31 طائرة بي-52 خلال حرب فيتنام منها 10 طائرات أسقطت فوق فيتنام الشمالية.
بلغت قمة استخدام الطراز في فيتنام بين 18–29 ديسمبر 1972 حيث قامت عدة أسراب من الطراز بالقيام بـ 729 طلعة جوية خلال 12 يوما ملقية 15,237 طنا من القنابل على هانوي، هايفونغ، ومناطق أخرى. تم تخصيص 42 طائرة للحرب في فيتنام، إلا أن العدد الفعلي للطائرات غالبا ما كان ضعف هذا الرقم. خلال هذه المرحلة من الحرب، سقطت 15 طائرة بي-52 أحداها سقطت في لاوس وتم إعطاب 5 بشكل كبير و5 بشكل متوسط. بينما تدعي فيتنام إسقاط 34 طائرة خلال هذه المدة

#### القتال الجوي
خلال حرب فيتنام، تم تسجيل نصرين جويين لرماة المدافع الرشاشة بالطائرة حيث تم إسقاط طائرتين من طراز ميغ 21. في يوم 18 ديسمبر 1972 قام السارجنت صامويل تيرنر بإسقاط طائرة الميغ بعد أن لاحقت طائرته خلال عودتها من طلعة جوية فوق فيتنام، وأعطي وسام النجمة الفضية بسبب هذا النصر الجوي ولا تزال طائرته التي تحمل الرقم 55-0676 محفوظة في قاعدة فيرتشايلد بواشنطن حيث تحمل شارة هذا النصر الجوي.
في 24 ديسمبر 1972 وأثناء توجه طائرة من طراز بي-52 في طلعة جوية ضد محطة تهاي نغوين للقطارات لاحظ ألبرت موور طائرة ميغ 21 تلاحق طائرته فقام بإطلاق النار من مدفعه الرشاش نحوها حتى اختفت. أكد كلارنس شوت إصابة الطائرة حيث شاهد النيران تلتهمها. لا تزال هذه الطائرة معروضة في أكاديمية القوات الجوية في كولورادو. ويعد موور آخر من أسقط طائرة مقاتلة بقاذفة.
تضيف المصادر الفيتنامية نصرا آخر للطائرة حيث أسقطت طائرة ميغ 21 يوم 16 أبريل 1972.

### فترة ما بعد حرب فيتنام
وصلت الطائرات من طراز B لنهاية عمرها الافتراضي في منتصف الستينيات وأحيلت إلى التقاعد سنة 1966 وأحيلت الطائرات من طراز C للتقاعد يوم 29 سبتمبر 1971 ما خلا طائرة ناسا رقم 008 التي أحيلت للتقاعد سنة 2004 في قاعدة إدواردز العسكرية.
تمت إحالة القليل من طائرات الطراز E للتقاعد بين سنتي 1967 و1968، إلا أن الغالبية (82 طائرة) أحيلت للتقاعد بين مايو 1969 ومارس 1970. أغلب طائرات الطراز F تمت إحالتها للتقاعد بين سنة 1967 وسنة 1973 ما عدا 23 طائرة بقيت تستخدم كطائرات تدريب حتى 1978. قام طراز D بالخدمة لمدة أطول حيث تمت إعادة تهيئة الطائرات بشكل كبير خلال منتصف السبعينيات. وبقي أسطول هذا الطراز بنفس العدد حتى تمت إحالة 37 طائرة للتقاعد بين سنتي 1982 و1983.
أما بالنسبة للطائرات من طراز G وH فقد تم استخدامها للردع النووي كجزء من سياسة الردع الأمريكية الثلاثية. ورغم أن طائرة B1 صممت لتستبدل طائرة بي-52 إلا أنها استخدمت لاستبدال الطرازات القديمة وطائرة FB111. وخرجت طائرات بي-52 من الإنذار المستمر سنة 1991.
بعد انهيار الاتحاد السوفييتي، تم تدمير الطائرات من طراز G كجزء من معاهدة الحد من الأسلحة الاستراتيجية. تم تدمير 365 طائرة من الطراز وأكدت صور القمر الصناعي والزيارات الميدانية للمسؤولين الروس هذا التدمير. ولجعل الطائرات مدمرة بشكل يستحيل معه إعادة تركيبها، قصت هذه الطائرات بمقصلة عملاقة وزنها 13,000 رطل.

### حروب الخليج وما بعدها

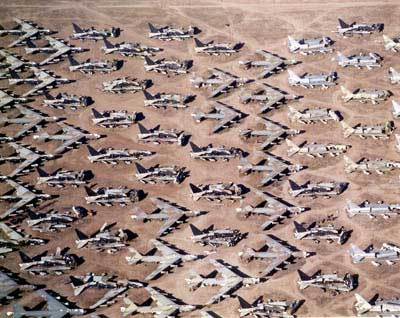
طائرات بي-52 مفككة في منطقة مفتوحة بأريزونا للسماح للأقمار الصناعية الروسية بتصويرها للتأكد من تفكيكها كجزء من ستارت 1

كانت طلعات الطائرة بي-52 من أهم الطلعات الجوية خلال حرب الخليج سنة 1990 حيث قامت هذه الطائرات بـ 1,620 طلعة جوية أسقطت خلالها 40% من الأسلحة التي أسقطتها قوات التحالف على العراق.
بداية من 16 يناير 1990، قامت طائرة بي-52 بالإقلاع من قاعدة باركسدايل في لويزيانا وتزودت بالوقود جوا للقيام بضربات جوية في العراق والعودة إلى قاعدتها في رحلة استمرت 35 ساعة قطعت الطائرة خلالها 14,000 ميلاً محطمة بذلك الرقم القياسي لأطول طلعة جوية الذي كان مسجلاً باسم طائرة فولكان التابعة للقوات الجوية الملكية البريطانية سنة 1982. قامت هذه الطائرات بطلعات جوية من جدة بالمملكة العربية السعودية، فيرفورد في المملكة المتحدة، قاعدة مورون في إسبانيا، وجزيرة دييغو غارسيا في المحيط الهندي. قامت هذه الطائرات بطلعات على علو منخفض في بداية الحرب قبل أن تعود لطلعات جوية على علو مرتفع بعد ثلاث أيام من بدء الحرب.
كانت هذه الطلعات تتكون من 3 طائرات تلقى ما يناهز 153 قنبلة زنة 750 رطل على منطقة مساحتها 2.4 كلم × 1.6 كلم بهدف تدمير الروح المعنوية للقوات المدافعة عن العاصمة العراقية.
هناك العديد من التقارير العراقية التي تتعلق بإصابة طائرات بي-52 خلال حرب الخليج من ضمنها نجاح الطيار العراقي خداي حاجب بإصابة طائرة بي-52جي بصاروخ Vympel R-27R أطلقه من طائرة ميج 29 في أولى ليالي حرب الخليج. ردت القوات الجوية الأمريكية على هذا التقرير بتوضيح أن هذه الطائرة أصيبت بنيران صديقة حيث قام صاروخ AGM-88 بالتوجه نحو رادرات رشاش الطائرة. وبسبب هذه الحادثة قررت القوات الجوية إيقاف رشاشات الطائرة عن العمل بداية من 1 أكتوبر 1991.
قامت طائرتان من طراز بي-52إتش بين يومي 2 و3 سبتمبر 1996 بمهاجمة محطات الكهرباء والاتصالات في بغداد بـ 13 صاروخ كروز جو-أرض من طراز «إيه جي إم-سي86» في طلعة جوية استمرت لمدة 34 ساعة قطعت خلالها مسافة 16,000 كيلومترا من قاعدة أندرسن في جزيرة غوام مما يجعل هذه الطلعة إلى الآن أطول طلعة قتالية في التاريخ.

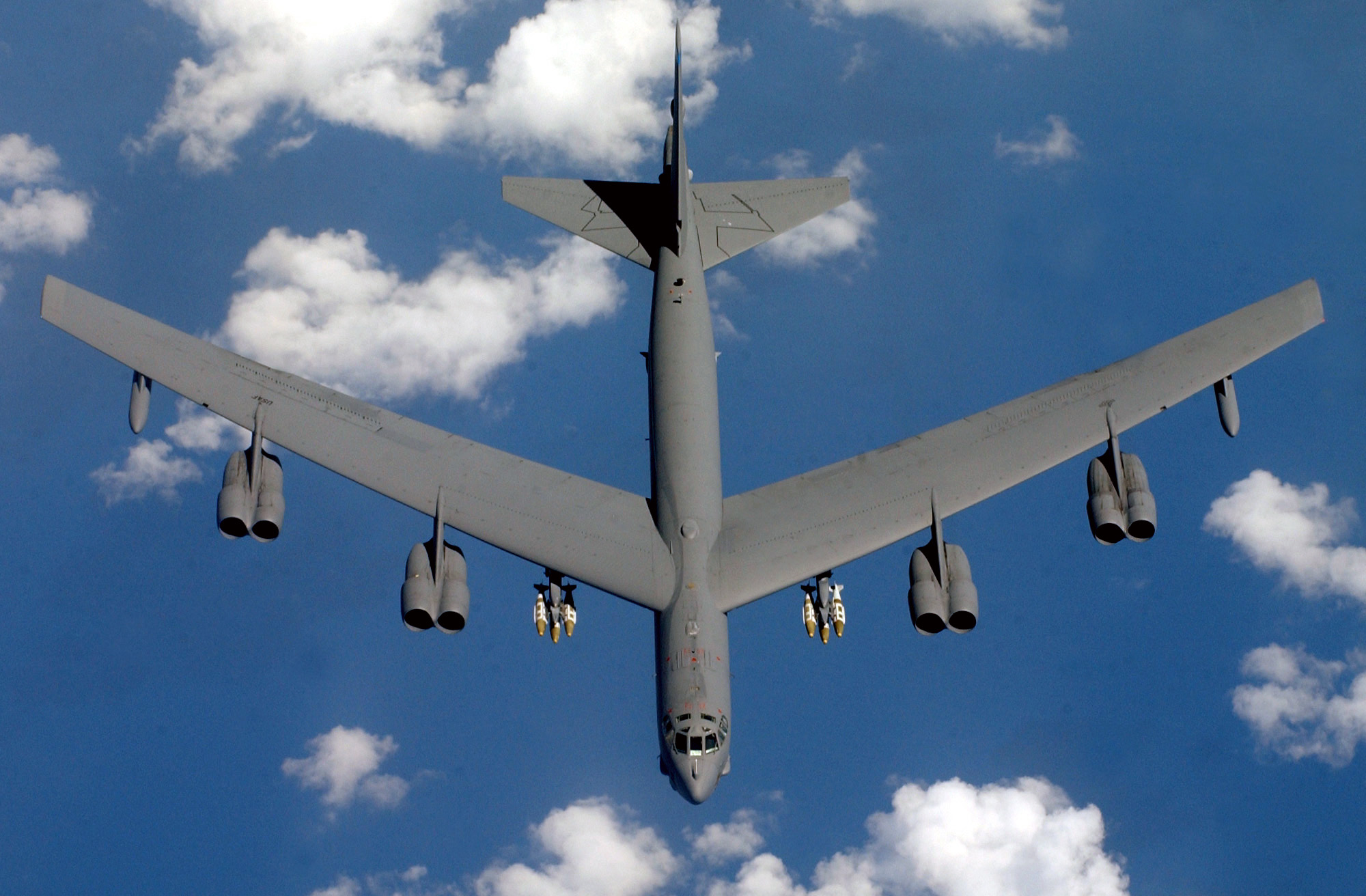
طائرة بي-52 من السرب القتالي 40 تحمل 12 قنبلة من نوع (JDAM) أثناء توجهها للعراق بتاريخ 15 أبريل 2003

منذ منتصف التسعينيات أصبحت الطائرات من طراز H الطائرات الوحيدة التي لازالت في الخدمة. تتواجد هذه الطائرات في القواعد التالية:
- قاعدة مينوت العسكرية بولاية نورث داكوتا - جناح القاذفات الخامس
- قاعدة باركسديل العسكرية بولاية لويزيانا - جناح القاذفات الثاني (في الخدمة) وجناح القاذفات 307 (الاحتياطي الجوي)
- طائرة واحدة من طراز بي-52إتش في قاعدة إدواردز الجوية للاستخدام من قبل رئاسة العتاد والتدريب
- طائرة واحدة من طراز بي-52إتش تستخدم من قبل وكالة أبحاث الفضاء الأمريكية ناسا في دراسات الإقلاع والهبوط.[102]

#### الخدمة المستمرة
في 24 مارس 1999 عندما بدأت عمليات التحالف ضد صربيا، قامت طائرات بي-52 بقصف العديد من الأهداف في جمهورية يوغوسلافيا الفدرالية، بما في ذلك عمليات معركة كوسار. وساهمت هذه الطائرة خلال الحرب بين أمريكا وأفغانستان عبر المساهمة بإلقاء القنابل الذكية فوق محاور القتال الأساسية، الأمر الذي كان مقتصرا على الطائرات المقاتلة وطائرات الهجوم الأرضي فقط. كما شاركت هذه الطائرات في حرب الخليج الثالثة بداية من 20 مارس 2003 حيث قامت هذه الطائرات بإطلاق ما لا يقل على 100 صاروخ «إيه جي إم-86سي» على أهداف في العراق في ليلة 21 مارس 2003 وحدها.
في أغسطس سنة 2007، قامت طائرة بي-52 بنقل صواريخ AGM-129 لتدميرها، من ضمن الصواريخ التي نقلت 6 صواريخ مزودة برؤوس نووية. وحتى أبريل 2011، لاتزال 94 من أصل 744 طائرة بي-52 في الخدمة (85 في سلاح الجو و9 في الاحتياط) كما أن 4 طائرات من قاعدة باركسديل قد تم إحالتها للتقاعد سنة 2008.
وفي 2016 أرسلت الولايات المتحدة قاذفات «بي 52» إلى دولة قطر، للمشاركة في الحرب ضد تنظيم «داعش» في العراق وسوريا. ووصلت القاذفات إلى قاعدة العديد الجوية العسكرية في قطر. وحسب البيان الصادر عن قائد القيادة المركزية للقوات الجوية الأمريكية الجنرال تشارلز براون في هذا الصدد، هذه هي المرة الأولى التي تنشر فيها هذه الطائرات للمشاركة في عمليات قتالية، في منطقة الشرق الأوسط، منذ حوالي 26 عامًا عندما نشرت في السعودية خلال عملية «عاصفة الصحراء».
يتم تحديث طائرات بي-52 بشكل دوري، ورغم أن القوات الجوية تعمل حاليا على تطوير الجيل الجديد من القاذفات ومشروع قاذفة 2037، فإن طائرة بي-52 ستستمر في الخدمة حتى سنة 2045، مما يجعلها من أطول الطائرات خدمة (حوالي 90 سنة، تقاربها في هذا طائرة تي يو 95 الروسية).

## الطرازات
- XB52: طائرتان تجريبية بمعدات وأجهزة بسيطة. استخدمت لتجربة الطائرة قبل الصنع.
- YB52: طائرة واحدة لما قبل الإنتاج بمعدات عسكرية.
- B52A: أولى طائرات الإنتاج. صنع منها 3 نسخ واستخدمت من قبل بوينغ لتجارب الطيران.
- B52B: أولى الطائرات دخولا للخدمة، صنعت 50 نسخة من هذا الطراز.
- NB52B: طائرة معدلة لإطلاق طائرة تجريبية. أعيرت هذه الطائرة لناسا التي استمرت في تشغيلها حتى سنة 2004 لتكون أطول طائرات التي دخلت الخدمة B52 عمرا.
- B52C: تعديل على طائرة B52B أتاح إطالة المدى
- B52D: قاذفة طويلة المدى تم استخدامها بكثرة في حرب فيتنام.
- B52E: قاذفة طويلة المدى بمعدات ملاحة وتصويب متطورة.
- B52F: قاذفة زودت بمحركات J57-P-43W لزيادة المدى وأداء الطائرة.
- B52G: قاذفة قنابل استراتيجية صممت لتكون محطة قتالية متكاملة. صنع منها 193 نسخة ودمر أغلبها نتيجة لمعاهدة الحد من الأسلحة الاستراتيجية.
- B52H: آخر القاذفات التي تم صناعتها، تحتوى على محركات تيربوفان ومعدات ملاحة وتصويب متطورة، كما أن هذا الطراز هو الطراز الوحيد الذي لا يزال في الخدمة.

## المشغلون
الولايات المتحدة الأمريكية
- وكالة الفضاء الأميركية
- القوات الجوية الأمريكية
  - قيادة القتال الجوي
  - سلاح الجو قيادة الاضراب العالمية
  - القوة الجوية للمعدات العسكرية
  - قيادة سلاح الجو الاحتياطي

## حوادث

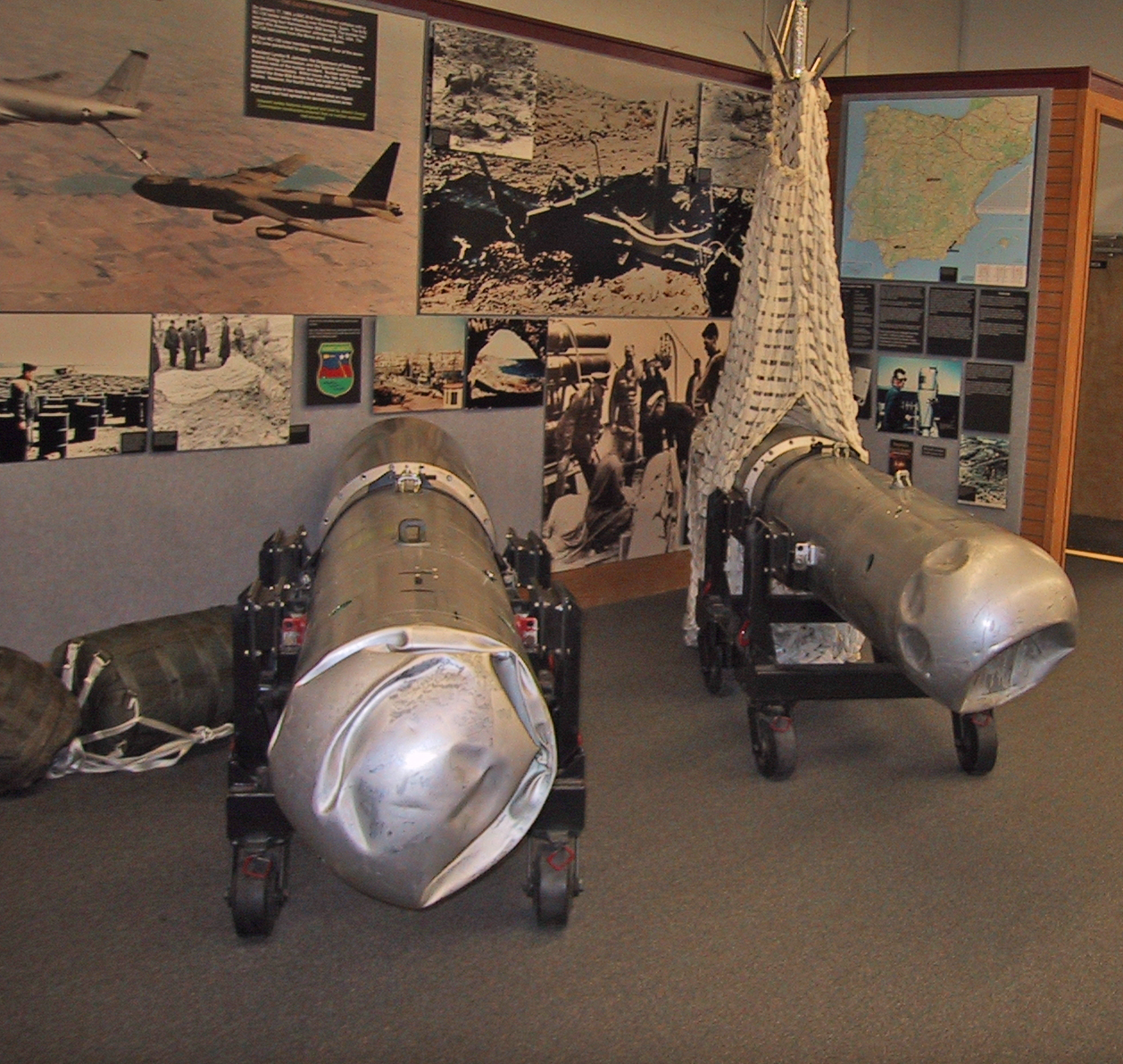
قنبلتان من بالوماريس في المتحف النووي الوطني في البوكيرك، نيو مكسيكو

- 10 يناير 1957: تحطمت طائرة من هذا الطراز قرب موريل مما أدى لمصرع 8 من طاقم الطائرة البالغ عددهم 9.[111]
- 11 فبراير 1958: تحطمت طائرة بي-52دي في ولاية ساوث داكوتا بسبب تكون الثلج في نظام الوقود، توفي 3 من أفراد الطاقم.[112]
- 24 يناير 1961: تحطمت طائرة B52G في الهواء بسبب فقدها لكمية هائلة من الوقود في ولاية نورث كارولينا، كما أسقطت هذه الطائرة قنبلتين نوويتين دون أن تنفجر القنبلتان.[113]
- 14 مارس 1961: تحطمت طائرة B52F كانت تحمل قنبلتين نوويتين بعد مشاكل في نظام ضغط الكابينة على بعد 24 كيلومتراً غرب مدينة يوبا في ولاية كاليفورنيا.[114]
- 17 يناير 1966، حدث اصطدام بين طائرة B52G وناقلة وقود من طراز كيه سي -135 فوق منطقة بالوماريس في إسبانيا. كانت الطائرة تحمل قنبلتين نوويتين من طراز B-28 FI. ورغم أن القنبلتين تمت استعادتهما، إلا أن تسربا إشعاعيا كبيرا حدث نتيجة لانفجار قنبلتين تقليديتين كانت تحملهما الطائرة. تم نقل 1,400 طن من التربة الملوثة للولايات المتحدة، كما تم توقيع إتفاقية سنة 2006 لإزالة التلوث الإشعاعي الذي لا يزال موجودا نتيجة للحادثة.[115]
- 19مايو2016، تحطمت قاذفة أمريكية إستراتيجية من طراز «بي - 52» في قاعدة جوية بجزيرة غوام الأمريكية في المحيط الهادئ، وذكرت وسائل إعلام أمريكية أن طاقم الطائرة المكون من 7 أشخاص لم يصب بضرر جراء تحطم الطائرة.وكانت الطائرة تستعد للإقلاع عندما اشتعلت فيها النيران، وتمكن طاقمها من الخروج منها بعد أن توقفت عملية الإقلاع. وتحقق السلطات في ملابسات الحادث.[116]

## مواصفات B-52H
الخصائص العامة
- الطول:  ()
- باع الجناح:  ()
- الارتفاع:  ()

الأداء

## معرض الصور

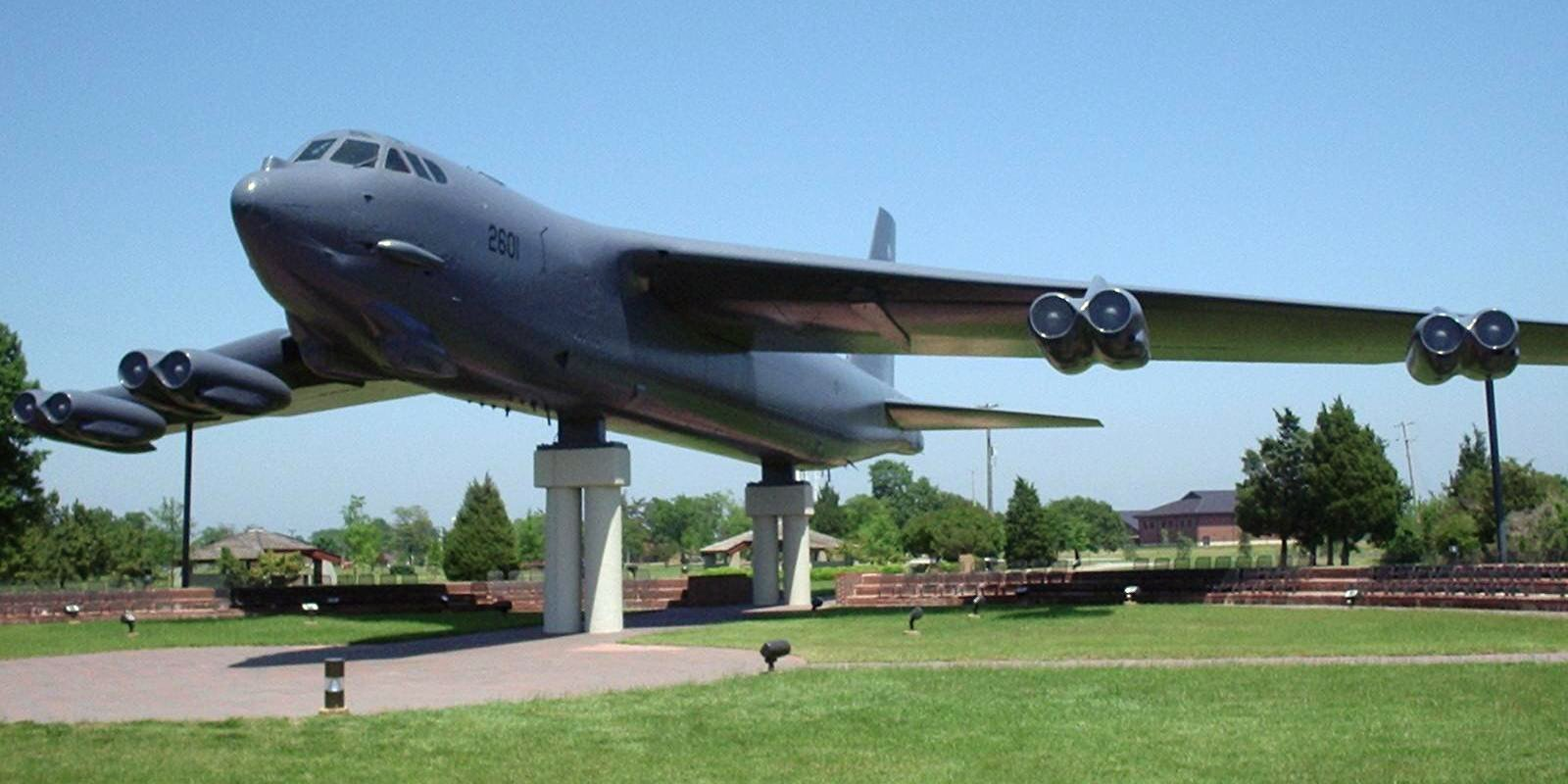
طائرة معروضة في قاعدة لانجلي
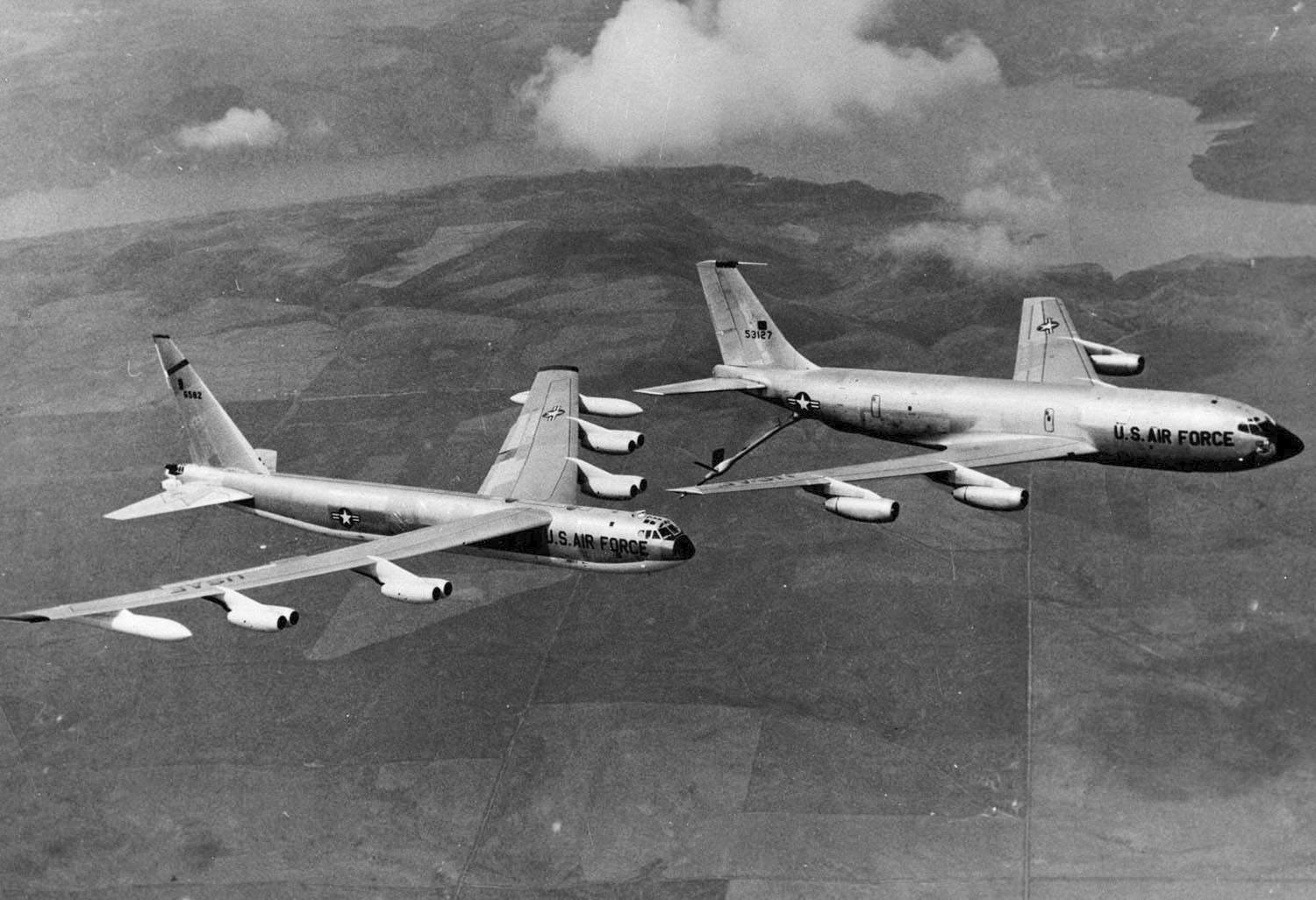
طائرة B-52 أثناء اعادة التزود بالوقود
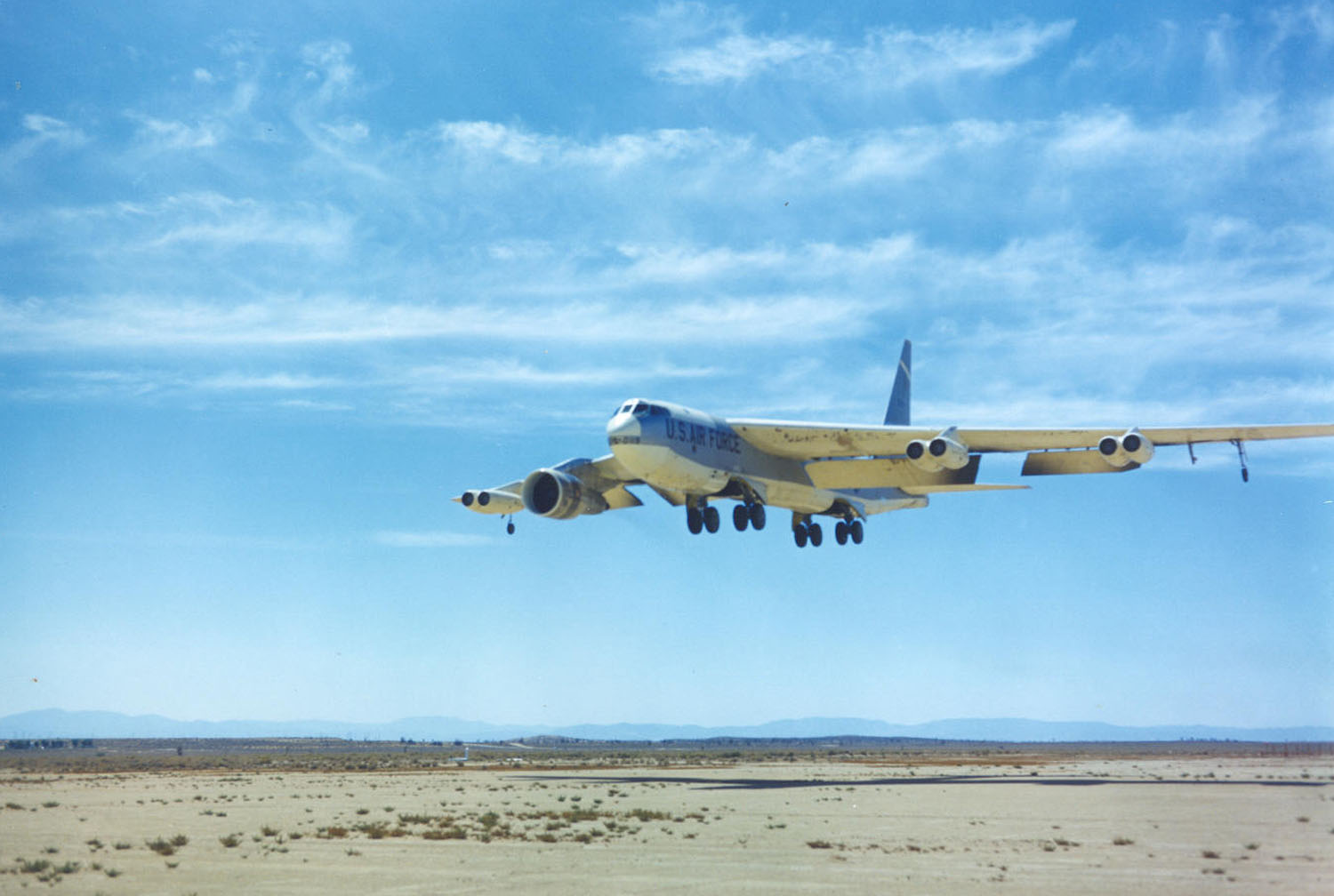
طائرة B-52 أثناء الهبوط
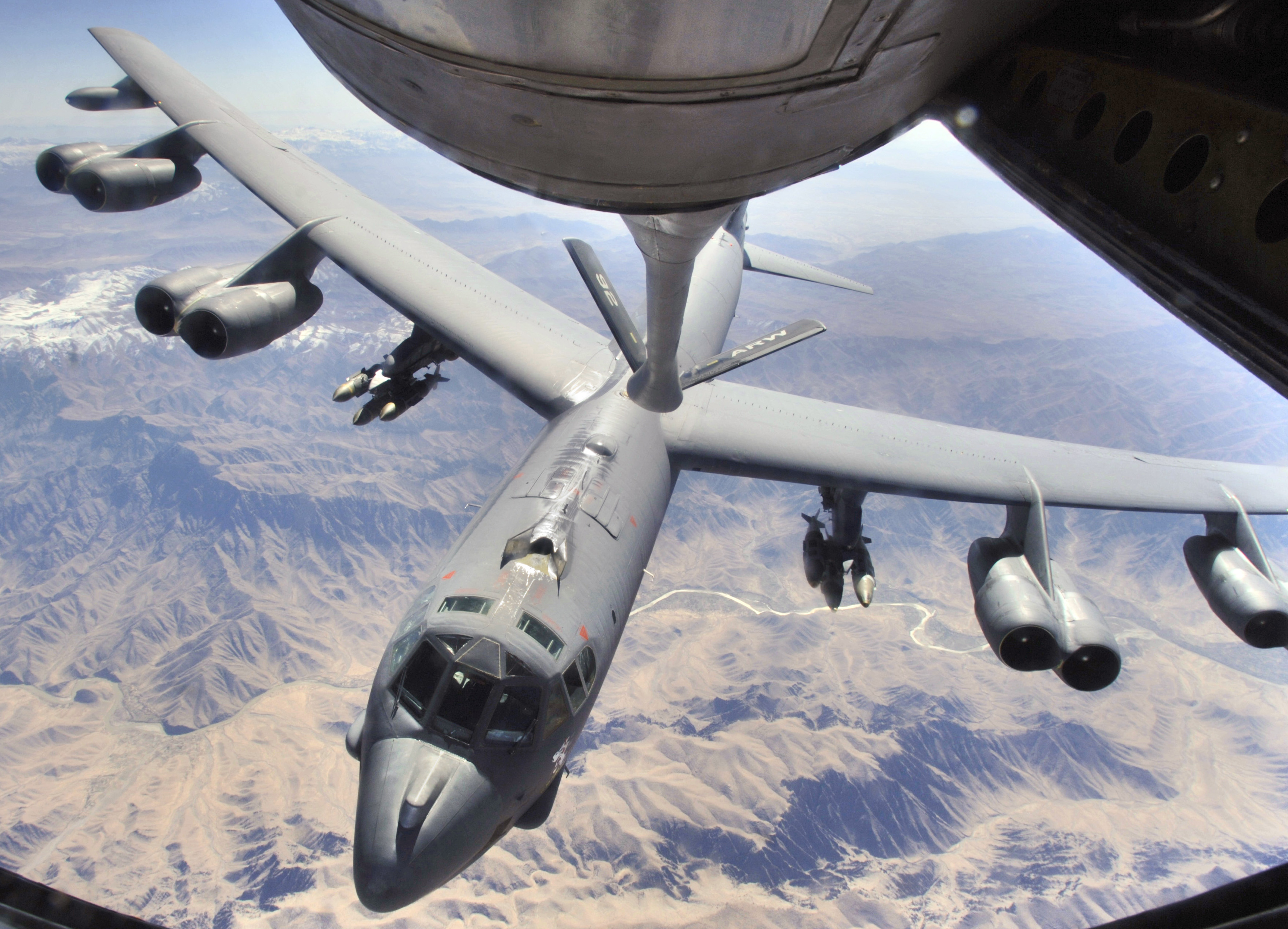
طائرة B-52 أثناء إعادة التزود بالوقود في أفغانستان
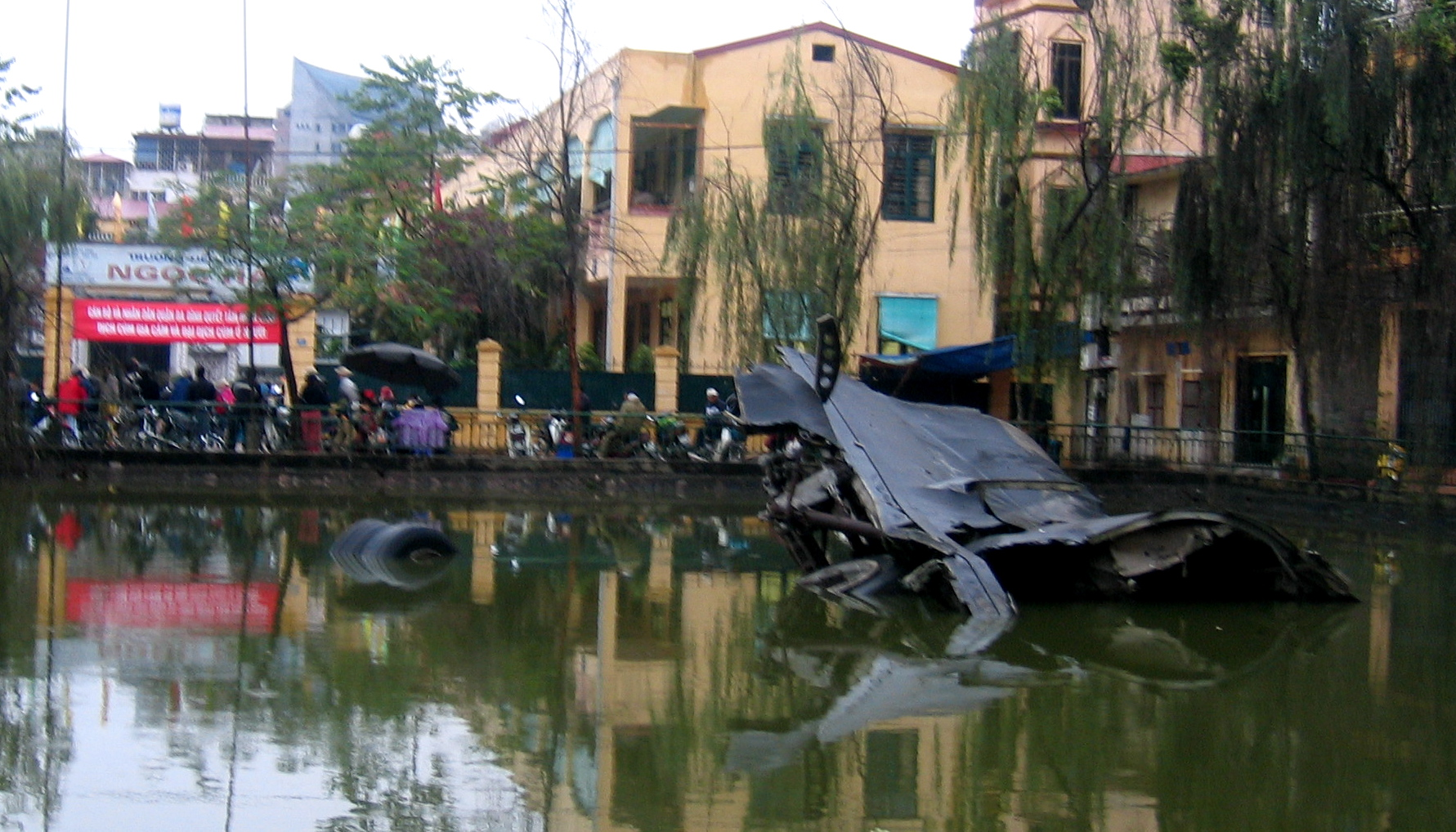
قطعة من طائرة أسقطت في فيتنام سنة 1972
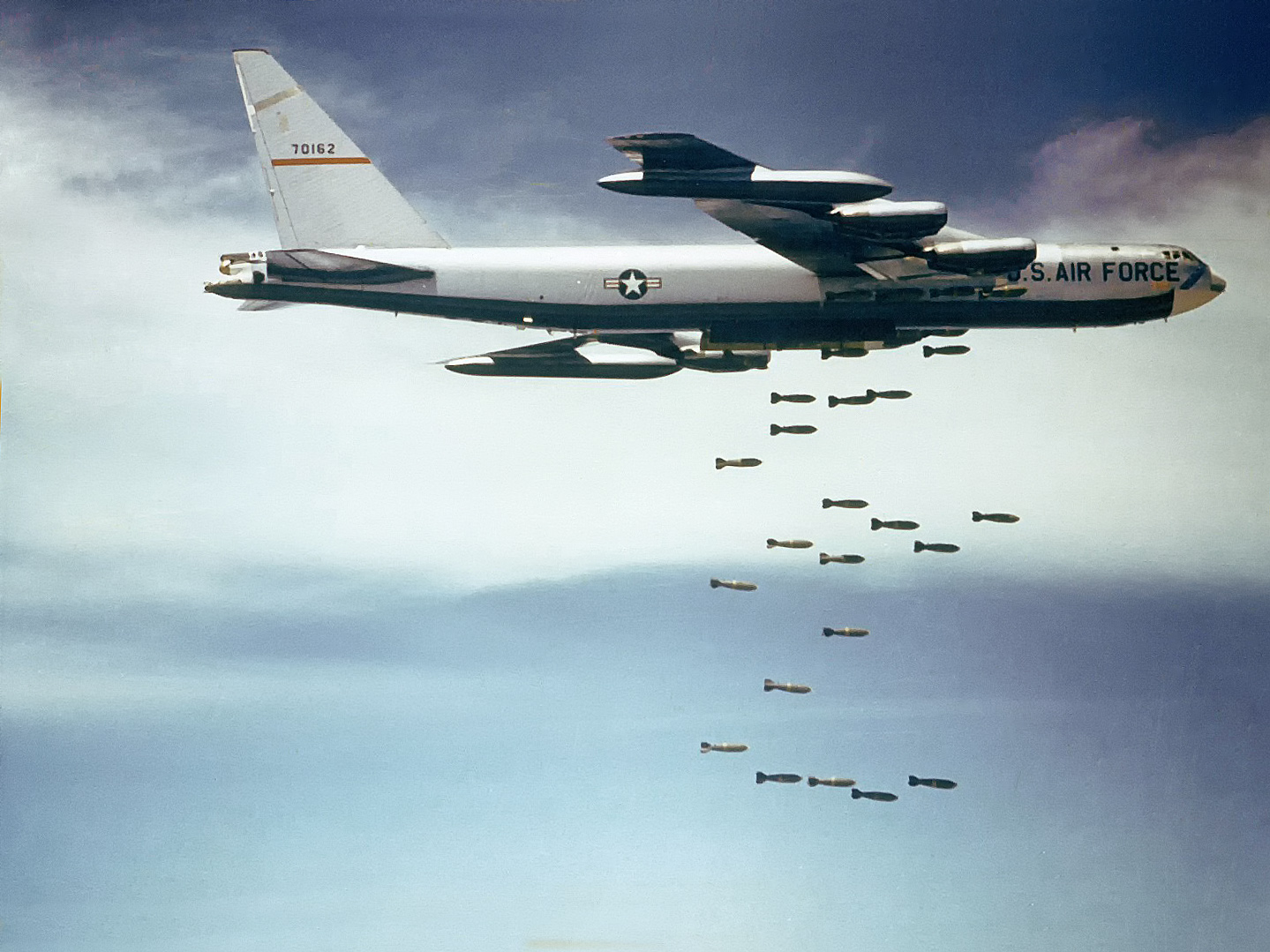
طائرة B-52 تلقي القنابل في حرب فيتنام
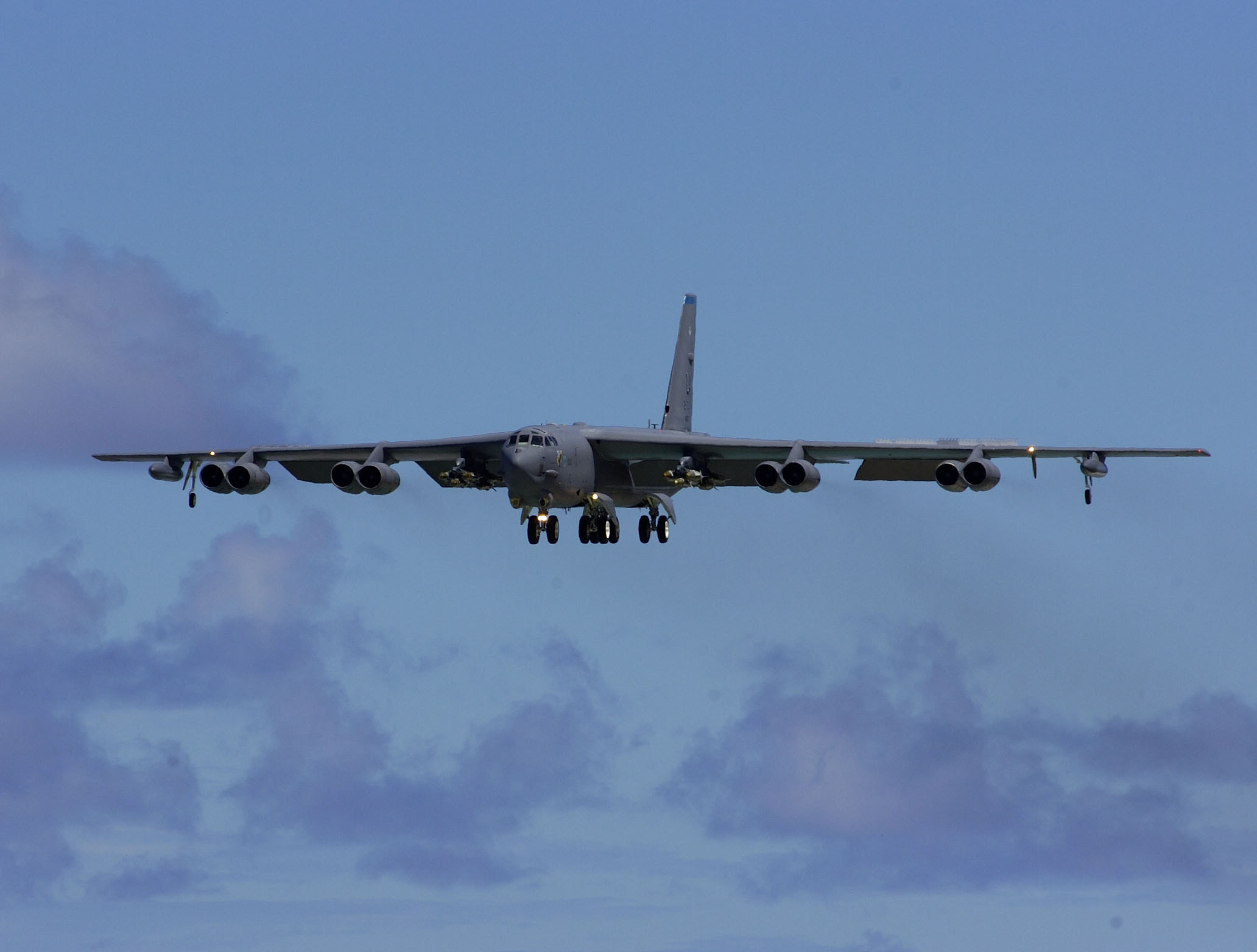
طائرة B-52 أثناء الهبوط
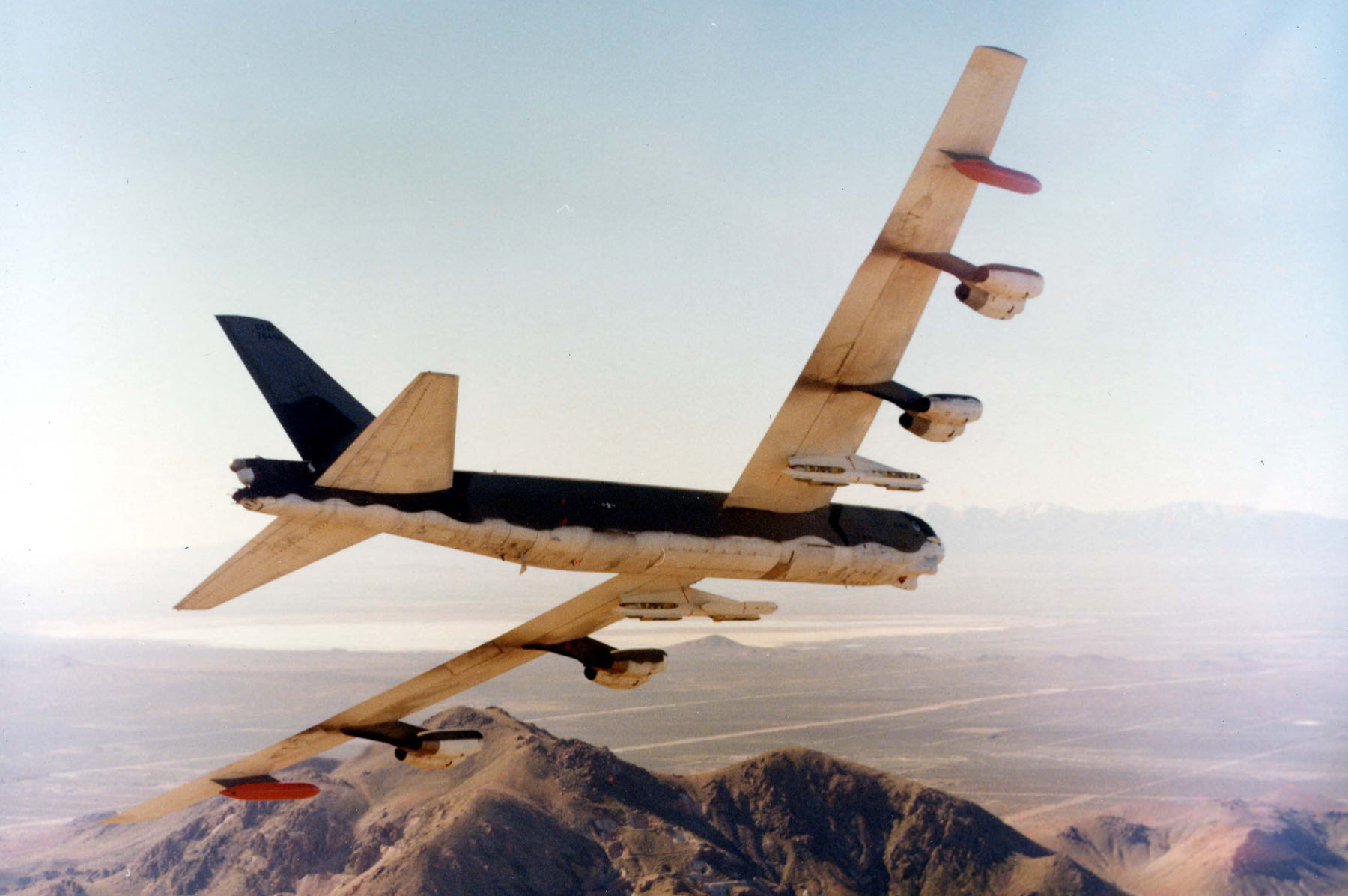
طائرة B-52 أثناء الطيران
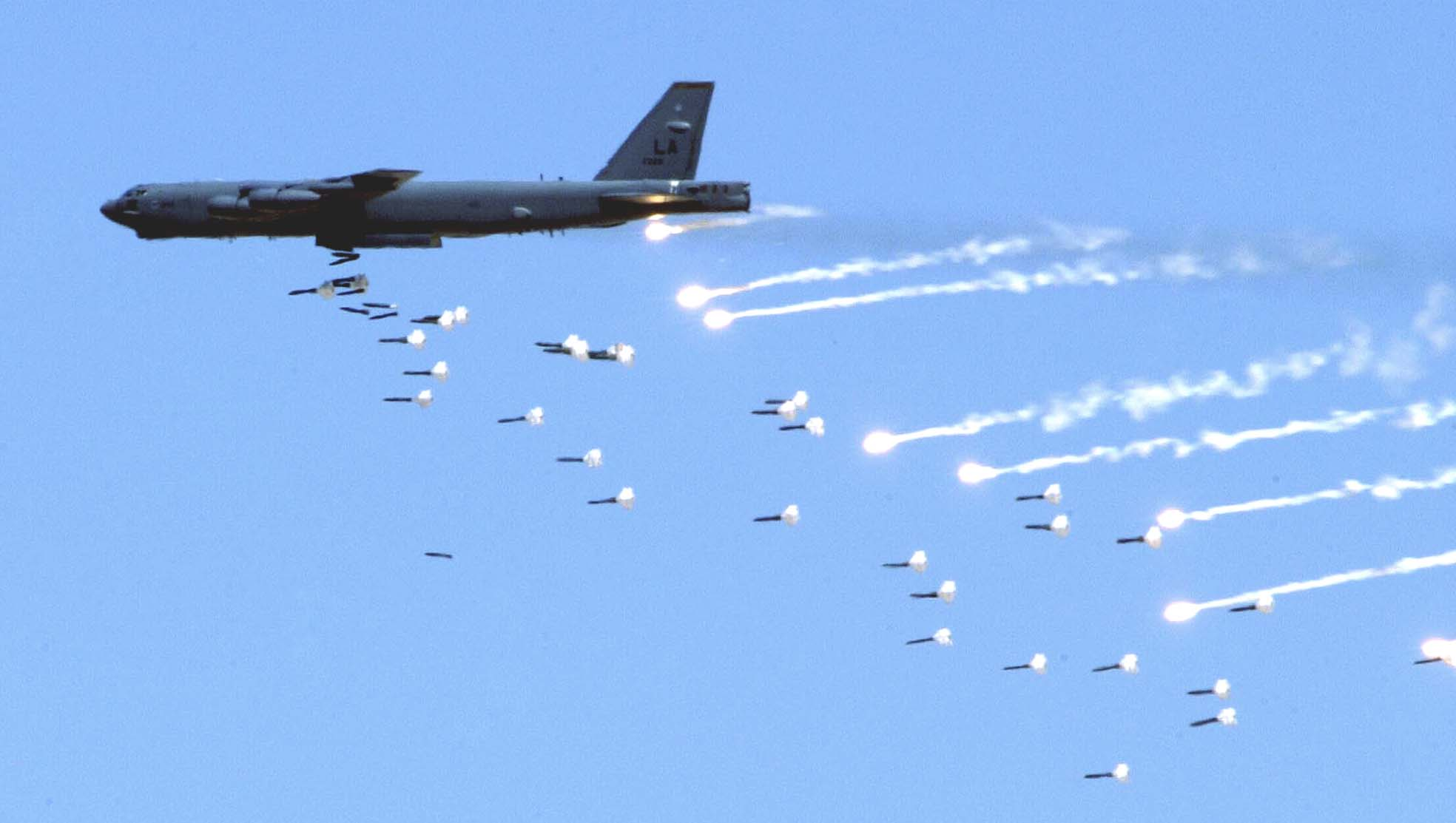
طائرة B-52 أثناء تنفيذ مهمة جوية تتضمن القصف
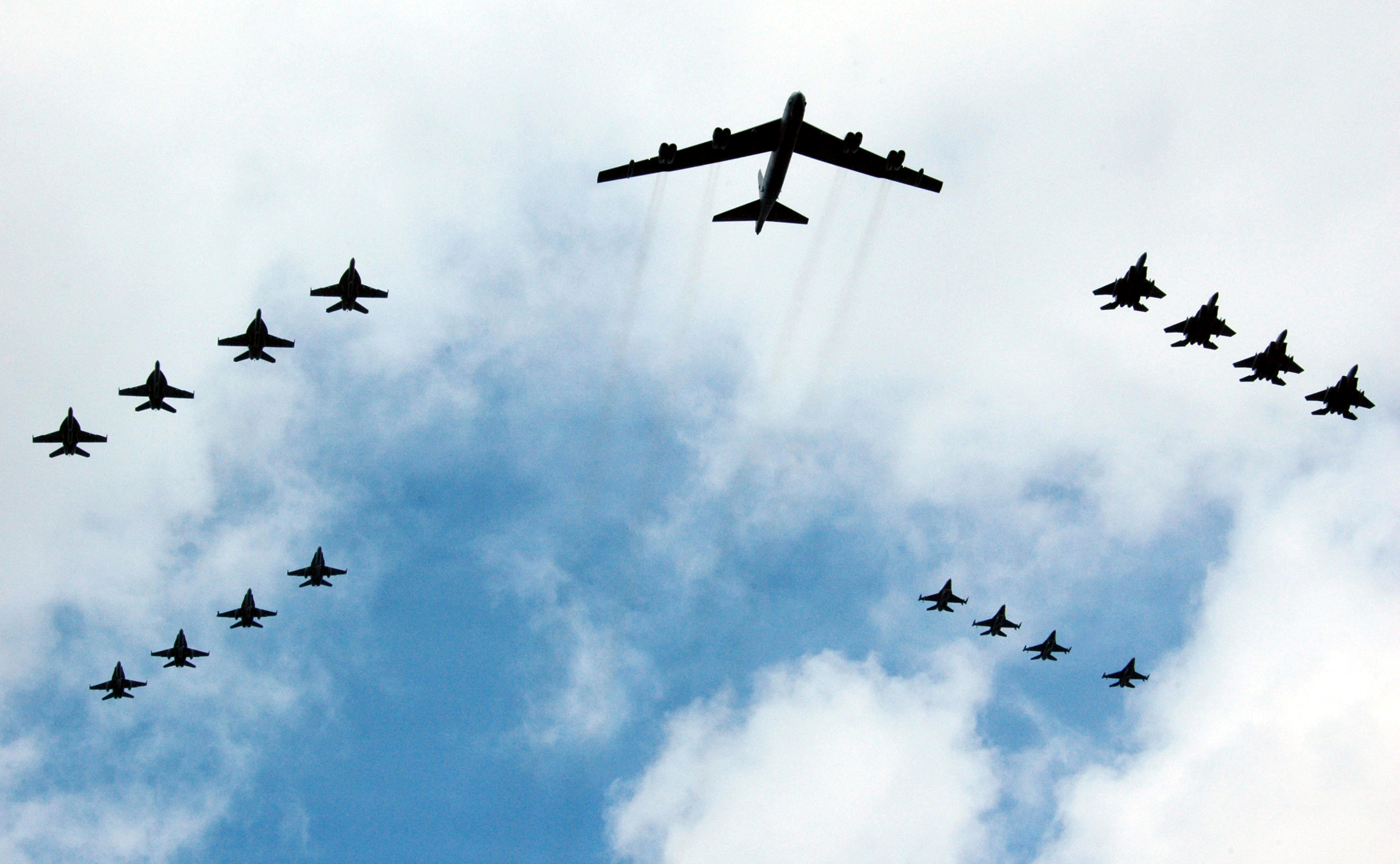
B-52 و16 طائرة أخرى تحلق فوق كيتي هوك في رحلة تشكيل 14 أغسطس 2007
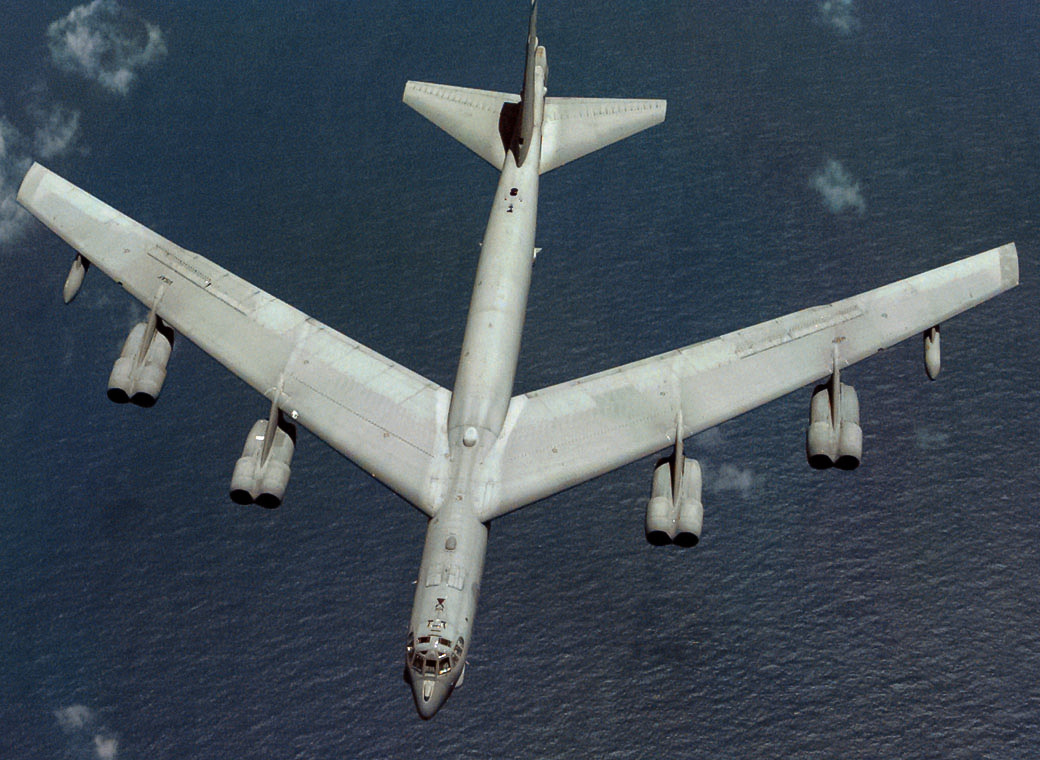
طائرة B-52 أثناء الطيران فوق المحيط
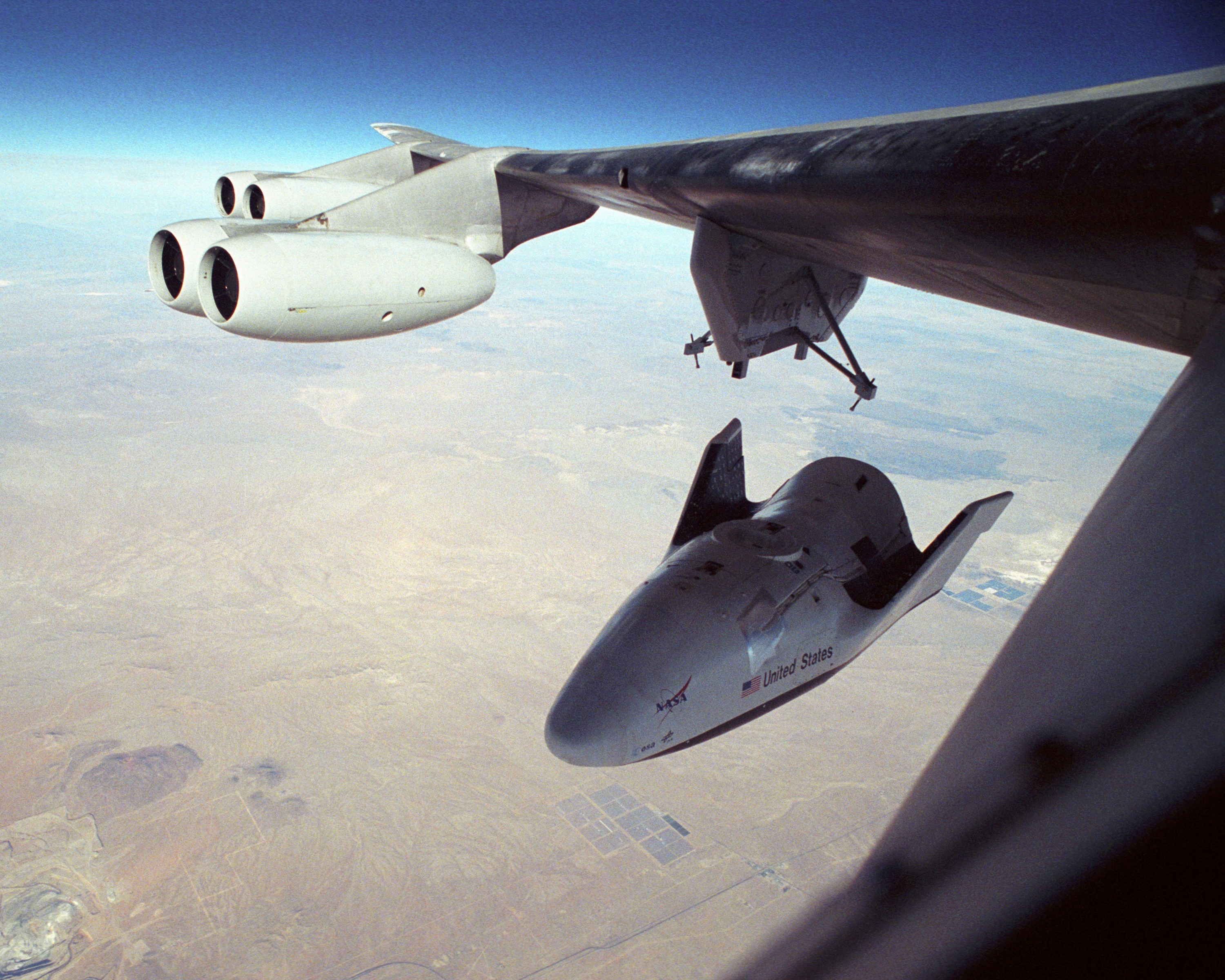
طائرة B-52 تابعة لناسا أثناء تنفيذها لمهمة
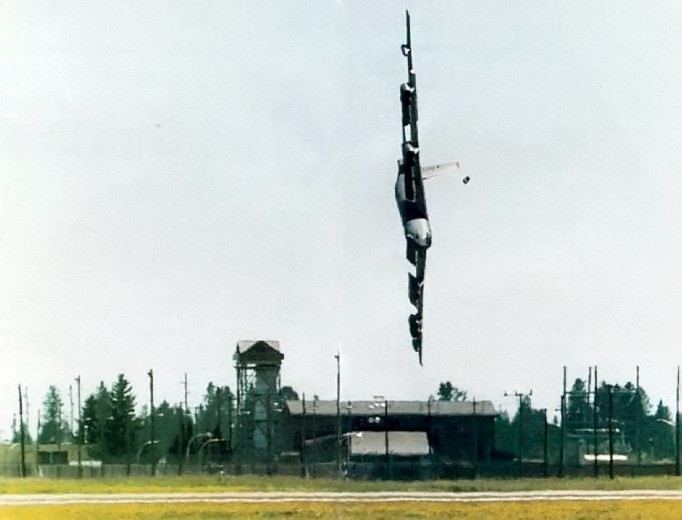
إحدى طائرات B-52 قبل أن تتحطم
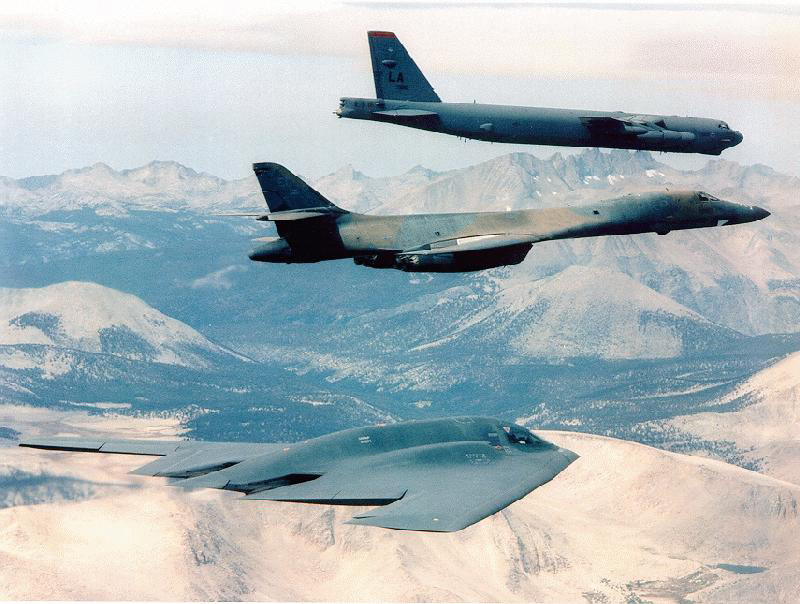
طائرة B-1B وطائرة B-2 وطائرة B-52
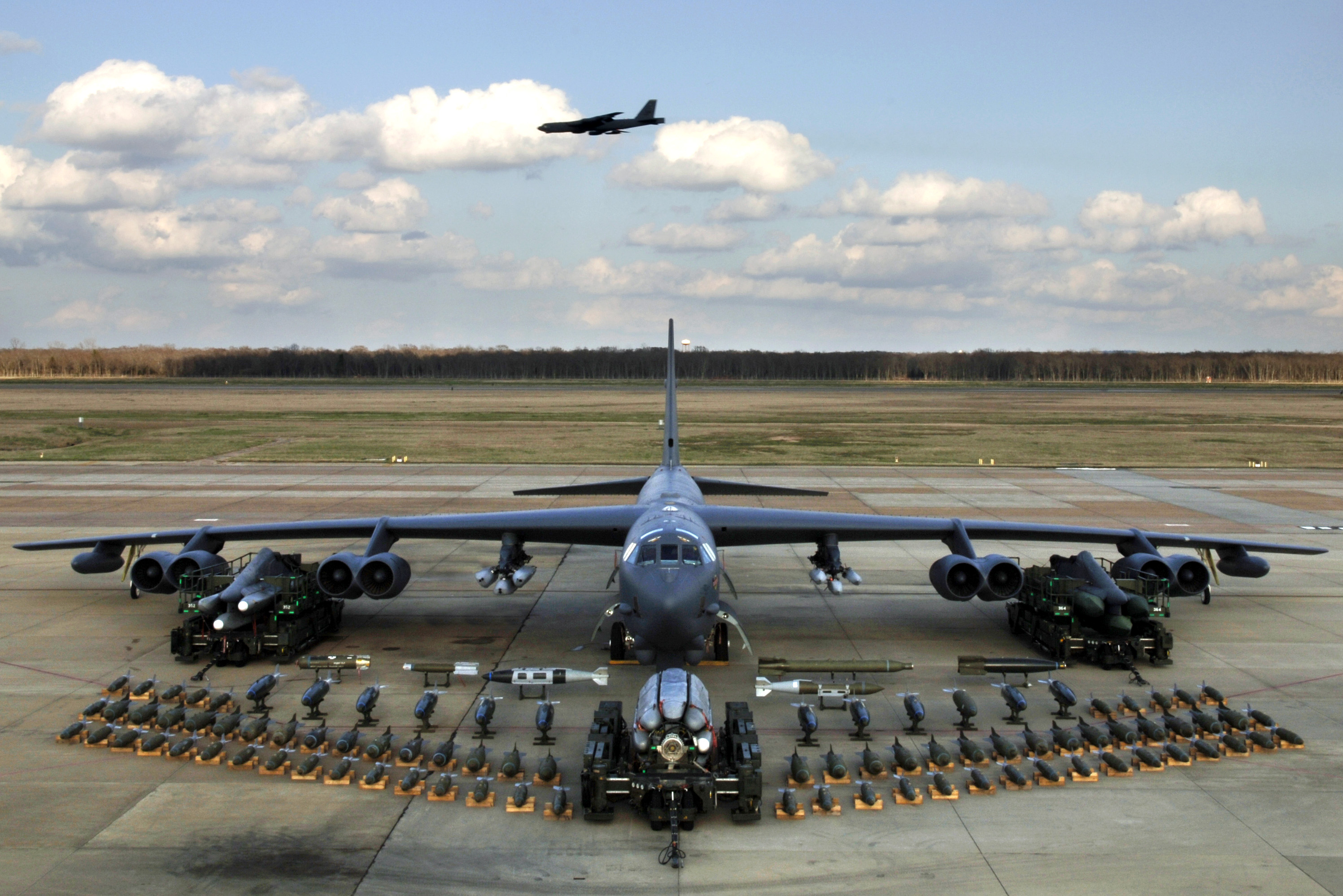
طائرة بي-52 مع عرض للأسلحة التي يمكنها حملها في قاعدة باركسديل الجوية، لويزيانا

## وصلات خارجية
- صفحة الطائرة في موقع الشركة بوينغ.